# Умершие в июне 2016 года
Это список известных людей, соответствующих установленным критериям значимости (см. Википедия:Критерии значимости персоналий), умерших в июне 2016 года.
Причина смерти указывается лишь в исключительных случаях (убийство, самоубийство, гибель в результате военных действий, смертная казнь, ДТП или несчастные случаи). В остальных случаях — не указывается.

## 30 июня

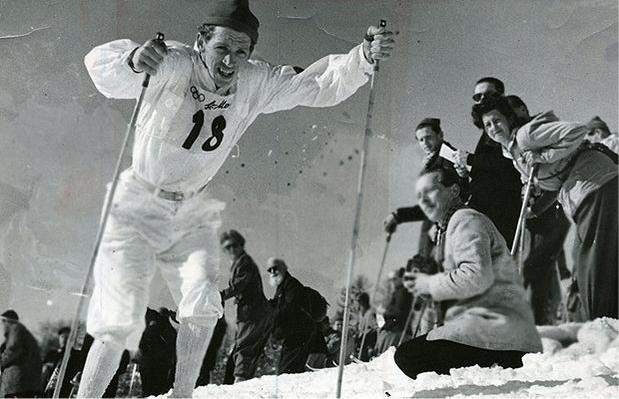
Мартин Лундстрём

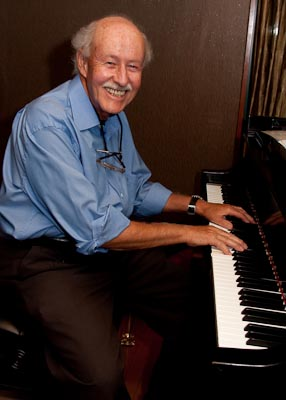
Дон Фридман

- Абдулкадыров, Кудрат Мугутдинович (82) — советский и российский учёный в области медицины, главный гематолог Санкт-Петербурга, заслуженный деятель науки Российской Федерации[1].
- Альварес Лира, Тринидад (117) — старейшая верифицированная жительница Мексики.
- Вассерман, Роберт (64) — американский рок-контрабасист, бас-гитарист и композитор; рак[2].
- Загурский, Витольд (85) — польский баскетболист, трехкратный призёр чемпионатов Европы в составе национальной сборной (1963, 1965 и 1967) в качестве тренера[3].
- Кочергинский, Юрий Николаевич (73) — советский и российский телеоператор[4].
- Лунг Тупэй (69) — филиппинский государственный деятель, губернатор Сулу (1984—1996)[5].
- Лундстрём, Мартин (98) — шведский лыжник, двукратный олимпийский чемпион (1948), чемпион мира (1950)[6].
- Сердяев, Виктор Григорьевич (70) — советский и украинский тренер по боксу, заслуженный тренер Украины[7].
- Фридман, Дон (81) — американский джазовый пианист и композитор[8].
- Хименес, Рамон Эмилио (91) — доминиканский государственный деятель, министр иностранных дел Доминиканской Республики (1975—1980)[9].
- Хилл, Джеффри (84) — английский поэт, переводчик[10].
- Цибулька, Франц (69) — австрийский композитор[11].

## 29 июня

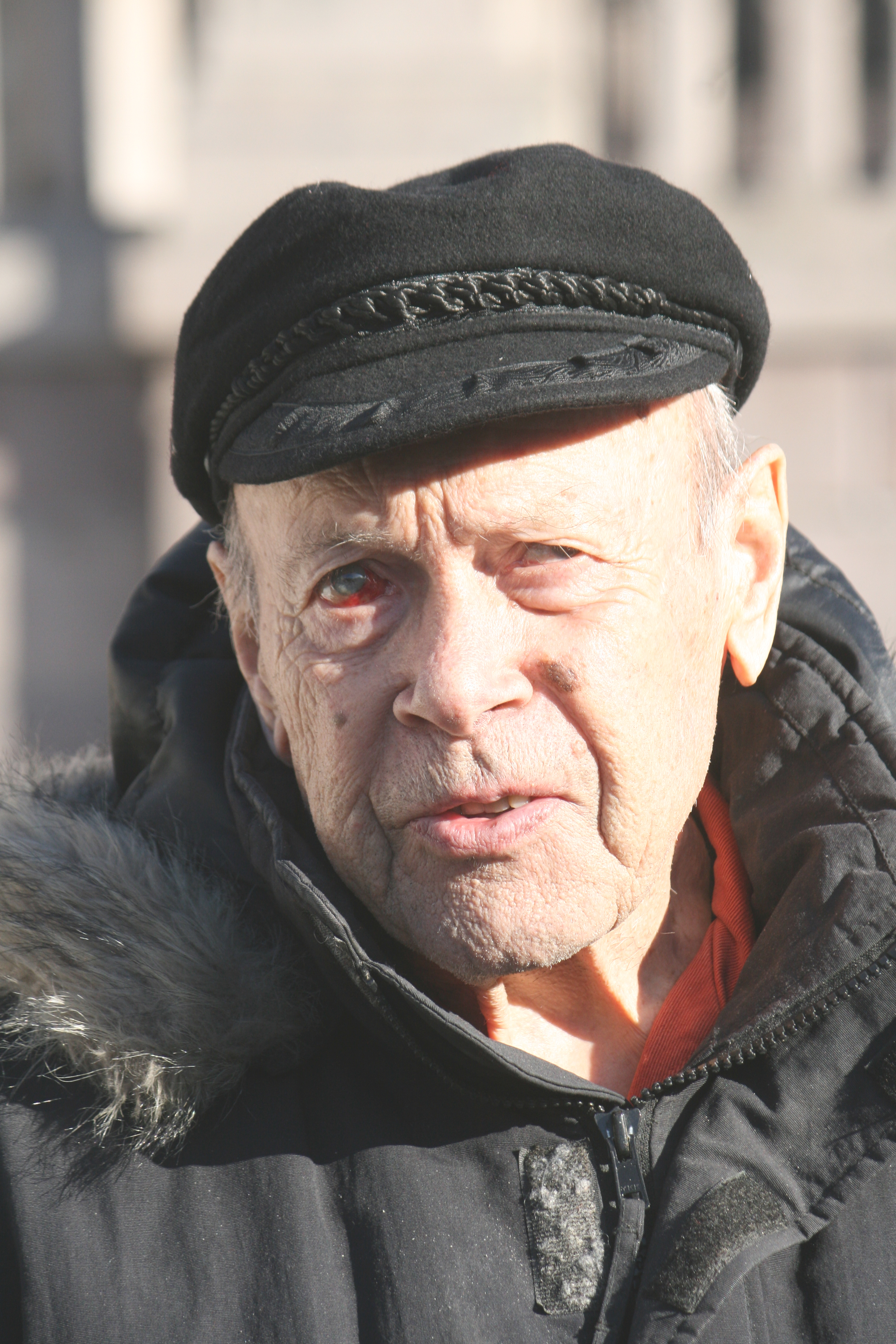
Гуннар Гарбо

- Алиев, Али Минкаилович (78) — журналист и политик, один из руководителей вооружённых сил Абхазии во время грузино-абхазского конфликта[12].
- Амади, Элечи (82) — нигерийский писатель[13].
- Гарбо, Гуннар (92) — норвежский журналист, политик и дипломат[14].
- Ентин, Леонид Григорьевич (77) — советский поэт и диссидент, проживал во Франции[15].
- Карреньо, Иносенте (96) — венесуэльский композитор[16].
- Незих Тункай (71) турецкий актёр
- Мадуэкве, Оджо (71) — нигерийский государственный деятель, министр иностранных дел Нигерии (2007—2010)[17].
- Молоденский, Сергей Михайлович (67) — российский геофизик, член-корреспондент РАН (2011), сын Михаила Молоденского[18].
- Морозов, Александр Николаевич (70) — российский тромбонист, солист оркестра Большого театра, заслуженный артист Российской Федерации[19].
- Слипак, Василий Ярославович (41) — украинский и французский оперный певец (баритон); погиб в Донбассе[20].
- Субраманьян, Калратхи Ганратхи[англ.] (92) — индийский художник и скульптор[21].
- Сыртланов, Ампир Шайбакович (80) — советский и российский организатор производства, генеральный директор ОАО АНК «Башнефть», заслуженный работник нефтяной и газовой промышленности России, заслуженный работник Минтопэнерго России[22].
- Сюй Цзятунь (100) — китайский государственный деятель и диссидент, губернатор Цзянсу (1977—1979)[23].
- Фурукава, Киитиро (83) — японский астроном и первооткрыватель астероидов, работавший в Национальной астрономической обсерватории Японии[24].
- Хаас, Карл (86) — американский автогонщик и бизнесмен, владелец команды Haas/Newman Racing[25].
- Цорионти, Аркадий Резванович (53) — российский композитор, автор гимна Республики Северная Осетия-Алания, сын композитора Резвана Цорионти[26].
- Чэнь Юньшан (96) — китайская актриса[27].

## 28 июня

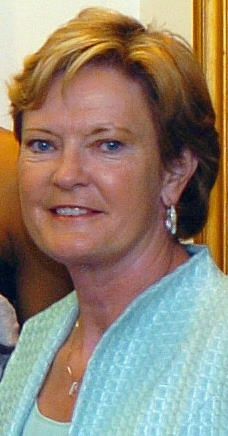
Пэт Саммитт

- Бардвелл, Леланд (93-94) — ирландская писательница[28].
- Гилрой, Фредерик (80) — ирландский боксёр легчайшей весовой категории, бронзовый призёр летних Олимпийских игр в Мельбурне (1956)[29].
- Демченков, Иван Дмитриевич (89) — советский шахтёр, проходчик шахты № 12 комбината «Новомосковскуголь» Тульской области, Герой Социалистического Труда[30].
- Кузьмин, Леонид Филиппович (86) — советский и российский дипломат, Чрезвычайный и Полномочный Посол СССР в Перу (1975—1983), Чрезвычайный и Полномочный Посол СССР, Российской Федерации в Бразилии (1988—1992)[31].
- Мисуэ, Иосиф Ацуми (80) — католический прелат, Епископ Хиросимы (1985—2011)[32].
- Мур, Скотти (84) — американский рок-гитарист, сопровождал выступления Элвиса Пресли[33].
- Райан, Бадди (82) — американский футболист и тренер[34].
- Саммитт, Пэт (64) — американский главный тренер, а затем тренер-эмерит женской студенческой баскетбольной команды «Теннесси Леди Волантирс»[35].
- Третьяков, Анатолий Ильич (90) — бригадир дизельной бригады Брянского машиностроительного завода, заслуженный машиностроитель РСФСР, лауреат Государственной премии СССР[36].
- Чете, Дьёрдь (78) — венгерский архитектор[37].
- Шипицын, Юрий Владимирович (53) — советский и белорусский хоккеист, серебряный призёр чемпионата СССР 1991 года[38].

## 27 июня

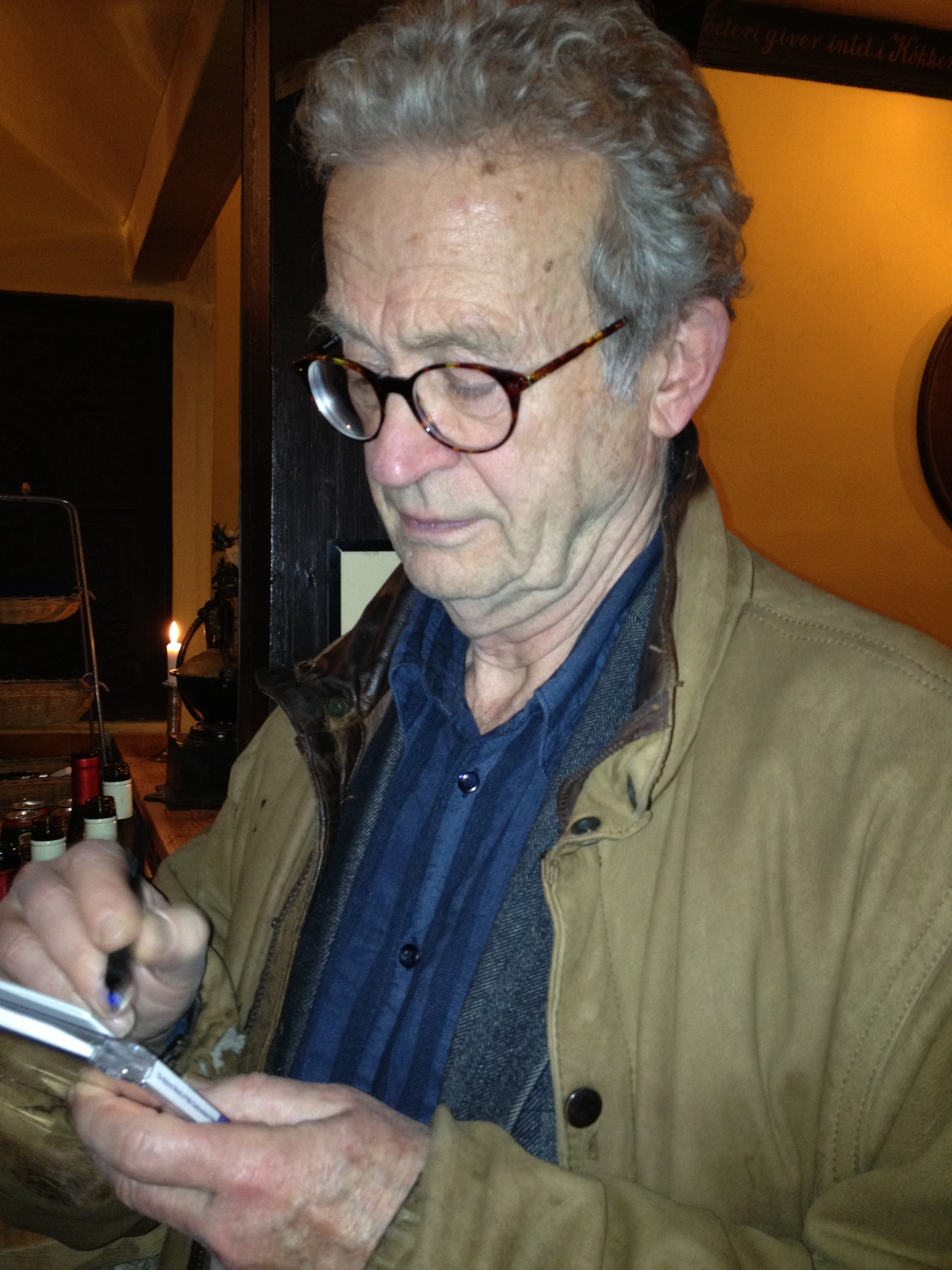
Пелле Гудмундсен-Хольмгреен

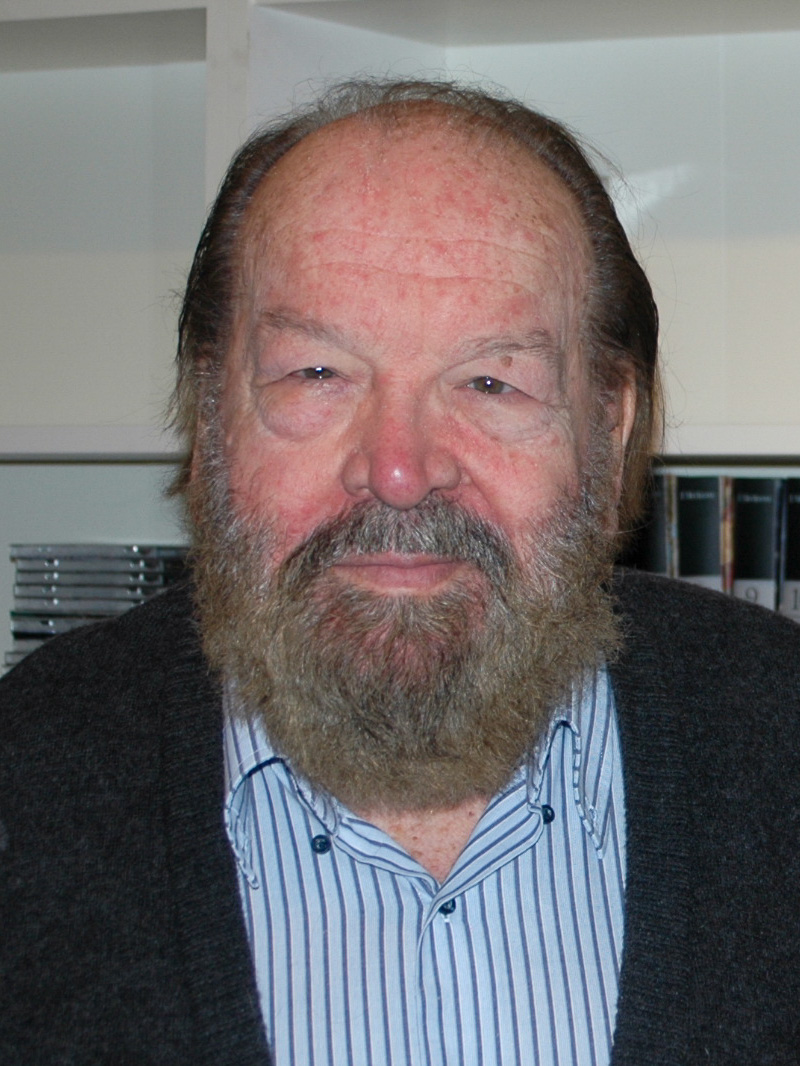
Бад Спенсер

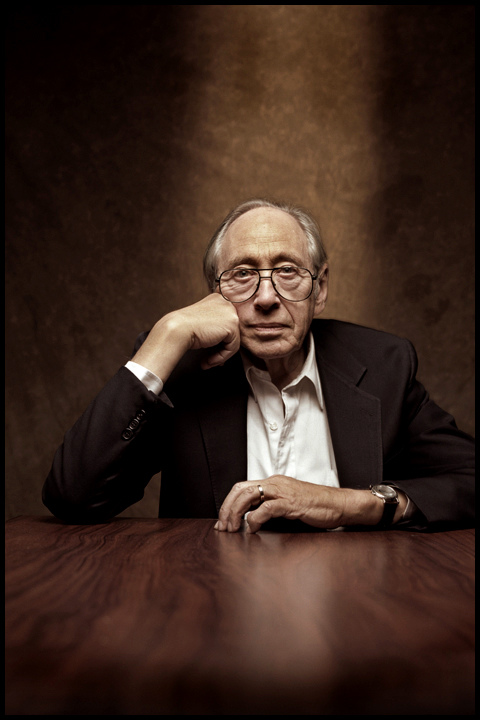
Элвин Тоффлер

- Адельханов, Эмиль (?)[значимость?] — грузинский правозащитник, борец за права этнических меньшинств в Грузии[39].
- Груздева, Нина Васильевна (79) — советская и российская поэтесса[40].
- Гудмундсен-Хольмгреен, Пелле (83) — датский композитор; рак[41].
- Доршаков, Владимир Александрович (85) — советский партийный деятель, председатель исполнительного комитета Петрозаводского городского Совета народных депутатов (1982—1986)[42].
- Джиммо, Райан (34) — канадский боец смешанного стиля; убийство[43].
- Ипале, Аарон (74) — израильский киноактер; рак (похороны состоялись в этот день)[44].
- Касапава (61) — бразильский футболист и тренер[45].
- Куцев, Анатолий Николаевич (57) — советский футболист, выступавший на позиции защитника, тренер женской сборной Украины по футболу[46].
- Бад Спенсер (Карло Педерсоли; 86) — итальянский актёр, сценарист, продюсер и композитор, спортсмен, неоднократный чемпион Италии по плаванию[47].
- О Се Джон (33) — южнокорейский шорттрекист, чемпион зимних Олимпийских игр в Турине (2006); ДТП[48].
- Райс, Мэк (82) — американский эстрадный певец и композитор; болезнь Альцгеймера[49].
- Рамо, Саймон (103) — американский инженер, изобретатель и предприниматель, лауреат медальи «За выдающуюся общественную службу» (НАСА)[50].
- Сулоев, Амар (40) — российский боец смешанного стиля, чемпион мира по боям без правил, бизнесмен; рак[51].
- Тененбаум, Сильвия (88) — немецкая писательница[52].
- Тоффлер, Элвин (87) — американский философ, социолог и футуролог, один из авторов концепции постиндустриального общества[53].
- Фёдоров, Николай Алексеевич (91) — советский и российский учёный-латинист, кандидат филологических наук, профессор кафедры классической филологии Института восточных культур и античности Российского государственного гуманитарного университета[54].

## 26 июня

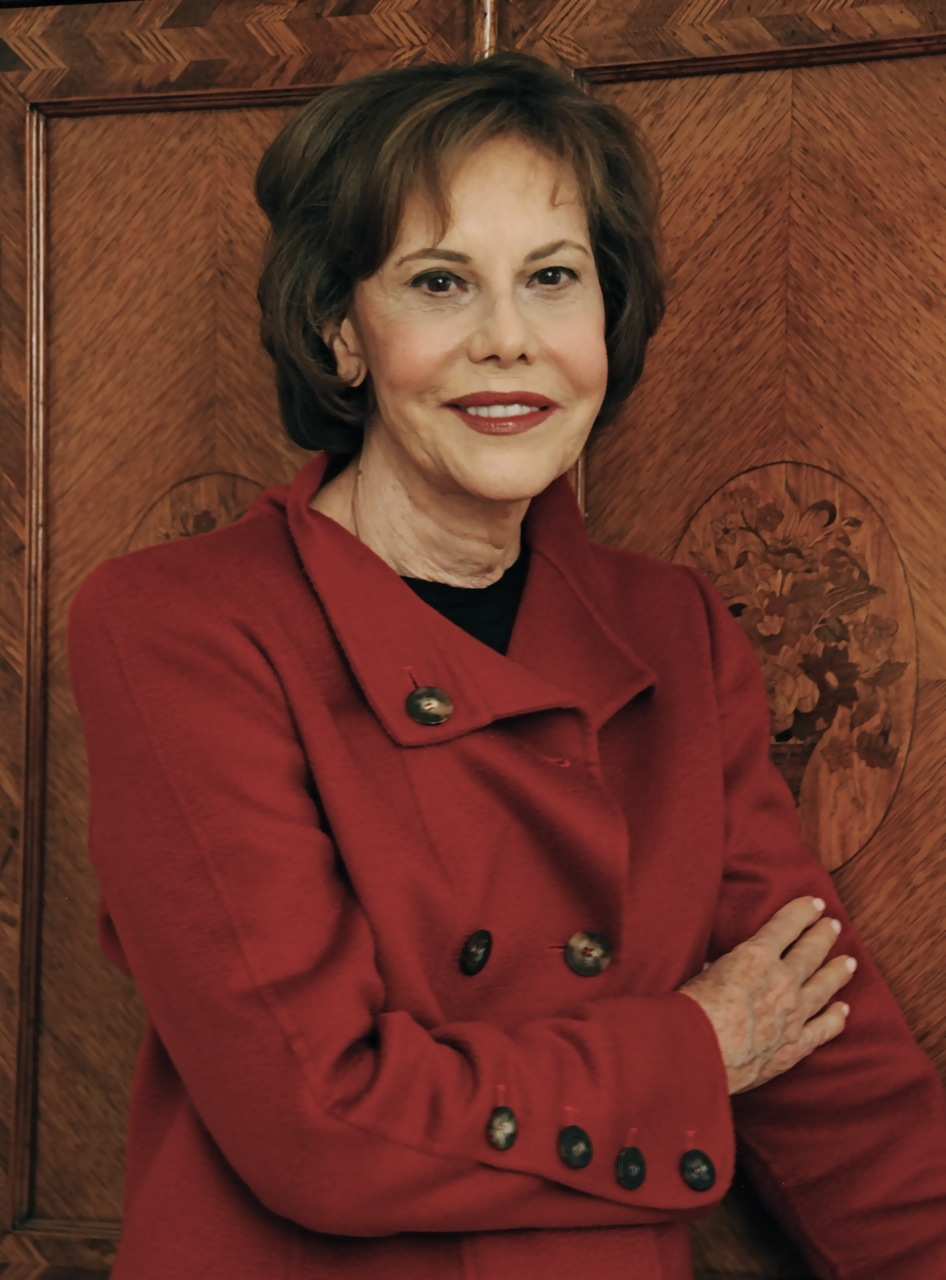
Барбара Голдсмит

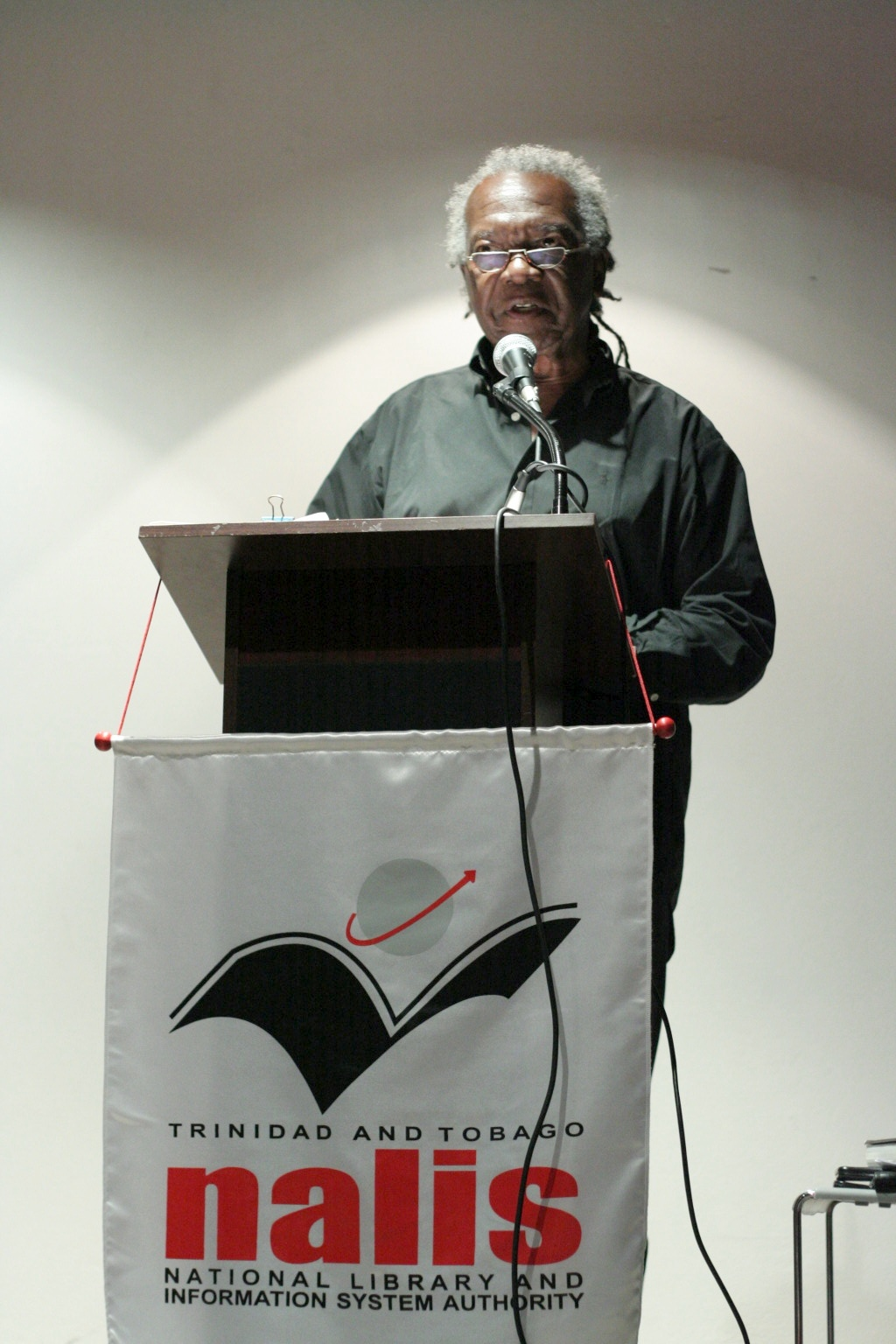
Остин Кларк

- Арутюнян, Юрик Вартанович (86) — советский и российский историк, этнограф, социолог, член-корреспондент РАН (1991)[55].
- Фон Бекерат, Юрген (96) — немецкий египтолог[56].
- Голдсмит, Барбара (85) — американская писательница[57].
- Ким Сон Мин (43) — южнокорейский актёр, лауреат KBS Entertainment Awards (2009)[58].
- Кларк, Остин (81) — канадский писатель, лауреат Casa de las Américas Prize (1980), W. O. Mitchell Literary Prize (1999), Giller Prize (2002), Commonwealth Writers' Prize (2003)[59].
- Кортес, Сергей Альбертович (81) — белорусский композитор, лауреат Государственной премии Белорусской ССР (1982), народный артист Республики Беларусь (1999)[60].
- Паниккар, Кавалам Нараян (88) — индийский драматург, поэт и театральный режиссёр[61].
- Цитринель, Павел Наумович (76) — советский и израильский актёр театра и кино, артист театра Советской армии (1963—1990), заслуженный артист РСФСР[62]
- Эльстеля, Кристина (73) — финская актриса[63][64].
- Янковский, Ростислав Иванович (86) — советский и белорусский актёр Минского театра им. М. Горького и кино, народный артист СССР (1978), брат актёра Олега Янковского, отец актёра Игоря Янковского[65].

## 25 июня

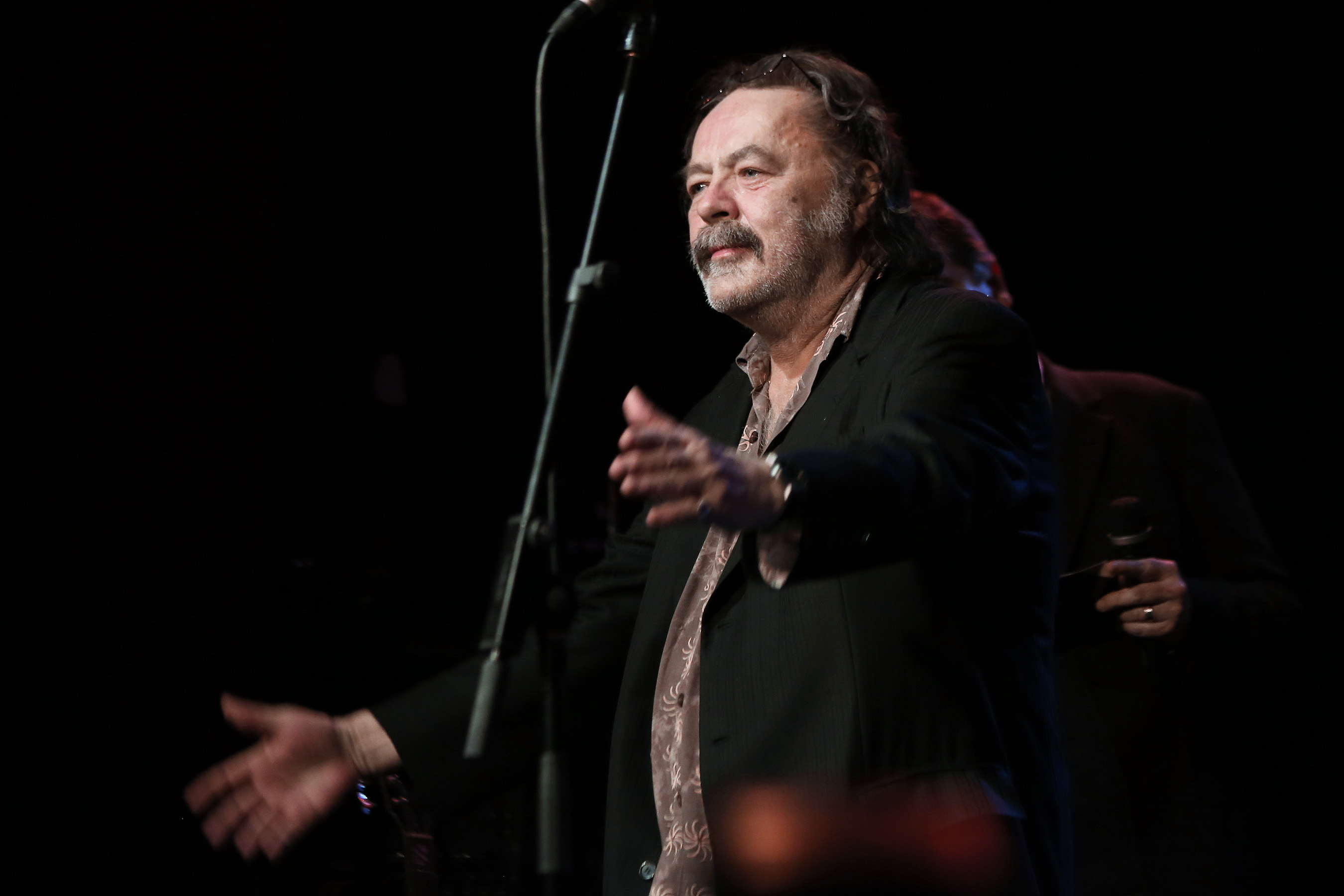
Манфред Дайкс

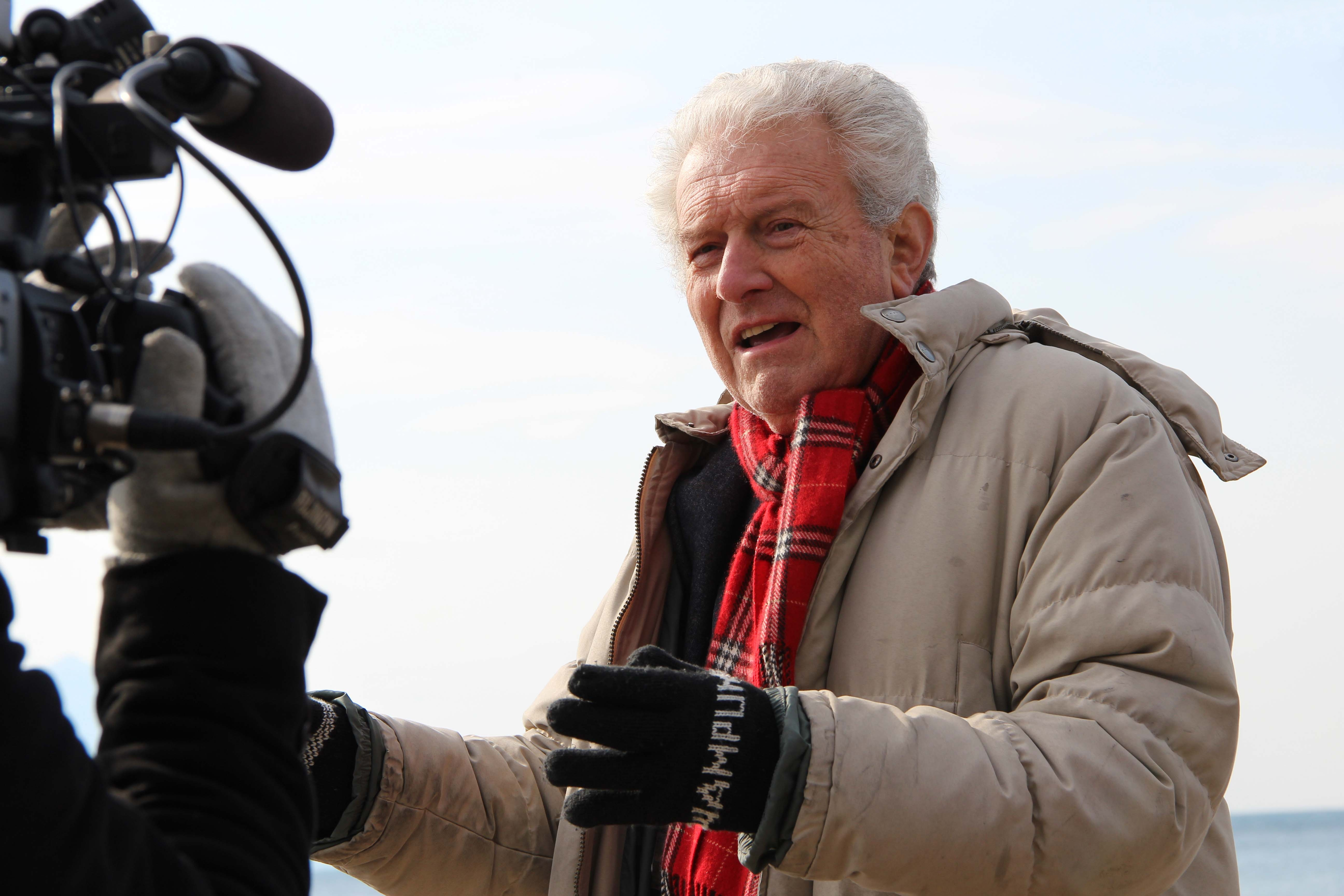
Джузеппе Феррара

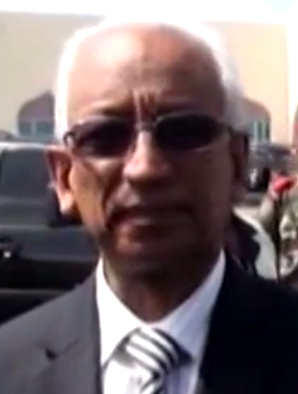
Бури Мохаммед Хамза

- Брукер, Иэн (82) — австралийский ботаник[66].
- Дайкс, Манфред (67) — австрийский художник[67].
- Дантек, Морис Жорж (57) — канадский писатель-фантаст французского происхождения[68].
- Дзенисевич-Ольбрыхская, Моника (?) — польская актриса[69].
- Каннингем, Билл (87) — американский фотожурналист[70].
- Краузе, Честер (92) — американский коллекционер и бизнесмен, основатель компании КМ[71].
- Кропп, Джон (89) — новозеландский яхтсмен, чемпион летних Олимпийских игр в Мельбурне (1956)[72].
- Курсель, Николь (84) — французская актриса[73].
- Лир, Хэл (81) — американский профессиональный баскетболист[74].
- Маркович, Владимир Маркович (78) — советский и российский литературовед, специалист по русской литературе XIX века[75].
- Мингалев, Андрей (60) [значимость?] — советский и российский поэт, певец и собиратель фольклора, руководитель трио «Искры камина»[76].
- Мейхью, Патрик (86) — британский государственный деятель, министр по делам Северной Ирландии (1992—1997)[77].
- Петтерсон, Бен (82) — американский художник и музыкант, один из основателей флуксуса[78].
- Пую, Ион (70) — советский и молдавский художник, актёр, режиссёр и писатель, лауреат Государственной премии Республики Молдова[79].
- Раджабов, Исамутдин Раджабович (41) — российский дагестанский хореограф и артист балета, танцор и балетмейстер Дагестанского ансамбля народного танца «Лезгинка»; убит[80].
- Семёнов, Демьян Филиппович (77) — советский и российский партийный и государственный деятель, журналист, главный редактор газеты «Хыпар» (Чувашия), председатель Верховного Совета Чувашской АССР (1985—1990)[81].
- Синицын, Герман Егорович (76) — американский киноактер русского происхождения[82].
- Смолл, Адам (79) — южноафриканский писатель[83].
- Фёдоров, Николай Алексеевич (91) — советский и российский филолог-классик, латинист, переводчик[84],
- Фенц, Сильвия (75) — австрийская актриса[85].
- Феррара, Джузеппе (83) — итальянский режиссёр и сценарист[86].
- Хамза, Бури Мохаммед — сомалийский государственный деятель, министр иностранных дел (2014), министр финансов (2014); убит террористами[87].
- Хаттон, Питер (71) — американский режиссёр[88].

## 24 июня
- Ахмадов, Шарпудин Бачуевич (74) — советский и российский чеченский историк, доктор исторических наук, профессор, заслуженный деятель науки Чеченской Республики (2003)[89].
- Березовский, Константин Алексеевич (87) — советский и российский кинорежиссёр[90].
- Бурков, Геннадий Федорович (80) — советский и российский художник[91].
- Гордиенко, Максим Олегович) (36)[значимость?] — российский актёр Арзамасского театра драмы и кино (www.kino-teatr.ru).
- Загладин, Никита Вадимович (64) — советский и российский политолог, сын Вадима Загладина[92].
- Кинсберген, Андрес (89) — бельгийский государственный деятель, губернатор провинции Антверпен (1967—1993)[93].
- Пирс, Грег (66) — австралийский регбист, двукратный чемпион мира по регбилигу (1975, 1977); рак[94].
- Уоррелл, Берни (72) — американский композитор и музыкант[95].
- Шейн, Шарль (90) — французский композитор[96].
- Ясуд, Леонид Леонидович (81) — генеральный директор ОАО «Новоросцемент», Заслуженный строитель Российской Федерации (1995)[97].

## 23 июня

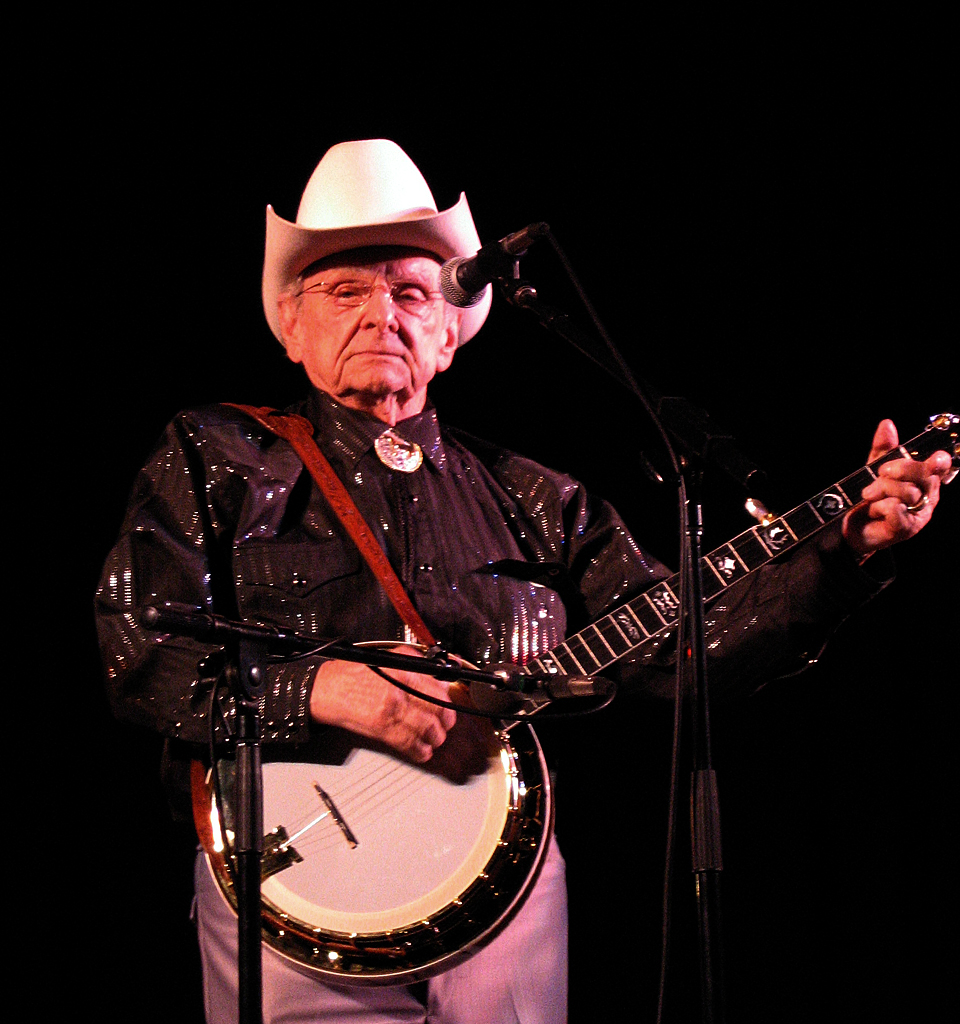
Ральф Стэнли

- Герр, Майкл (76) — американский военный корреспондент и писатель[98].
- Мандельстам, Стэнли (87) — американский физик, открывший переменные Мандельстама[99].
- Нисбет, Стюарт (82) — американский актёр[100].
- Симонов, Юрий Викторович — советский и российский бальный танцор, основатель и глава Ассоциации бальных танцев Ленинграда, член президиума Федерации танцевального спорта Российской Федерации, судья WDSF[101].
- Стэнли, Ральф (89) — американский музыкант, лауреат премии Грэмми (2002)[102].

## 22 июня

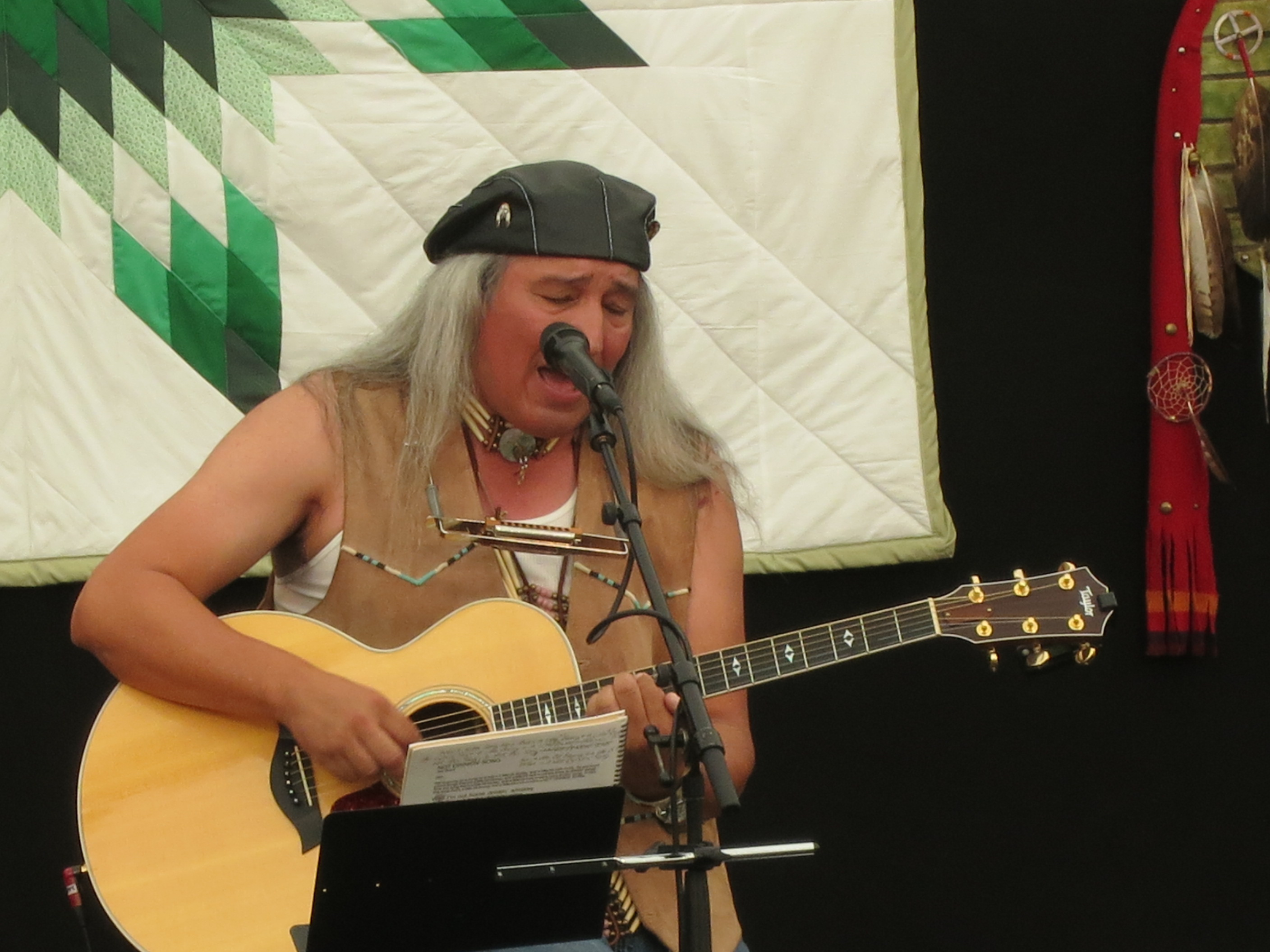
Джим Бойд

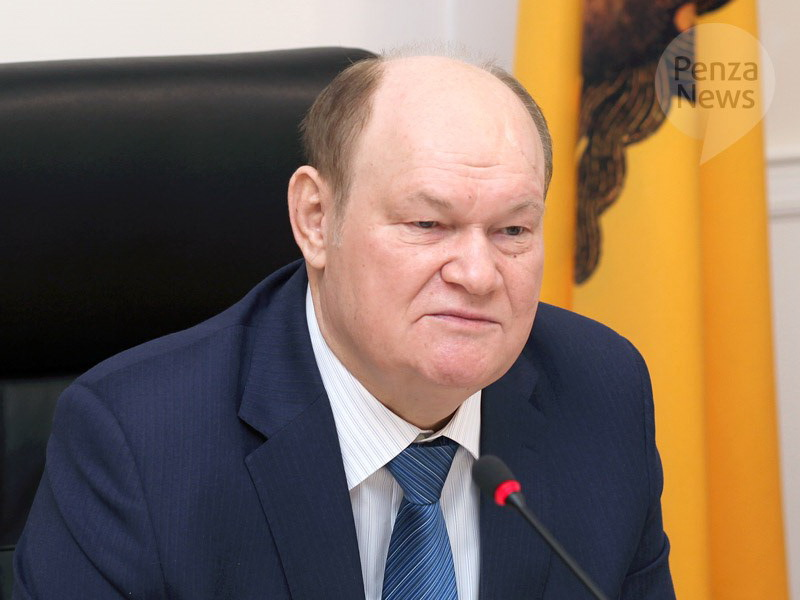
Василий Бочкарёв

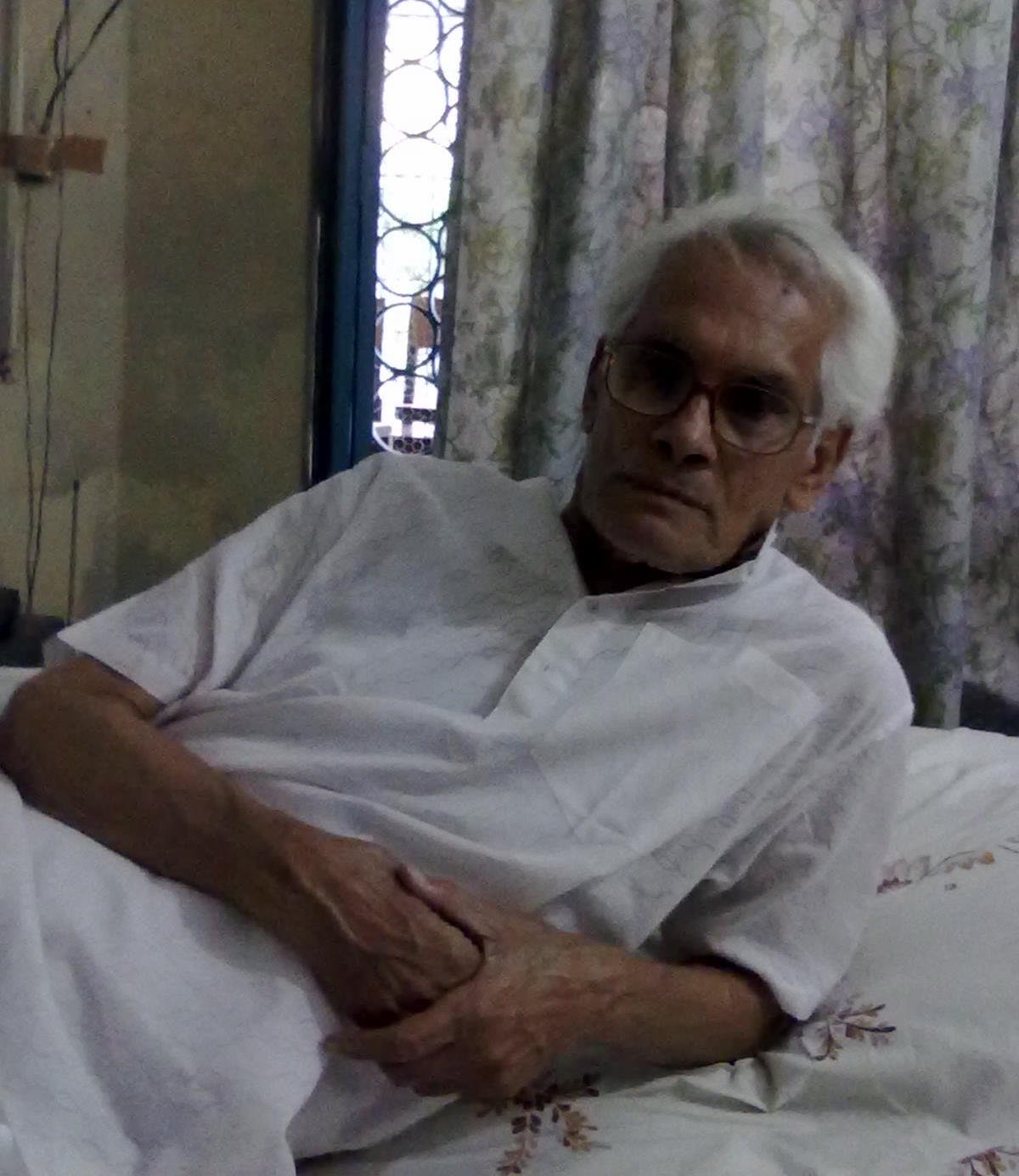
Самир Ройчодхри

- Бойд, Джим (60) — американский автор-исполнитель и актёр[103].
- Бочкарёв, Василий Кузьмич (67) — российский государственный деятель, глава администрации (1998—1999) и губернатор (1999—2015) Пензенской области, член Совета Федерации Федерального собрания Российской Федерации[104].
- Вешкурцев, Александр Геннадьевич — советский и российский спортсмен-мотогонщик, чемпион СССР и России по мотоспорту, мастер спорта СССР[105].
- Ибрагимов, Убайдулла Якубович (94) — советский и узбекский общественный деятель, основатель телевизионного вещания в Узбекистане, председатель Госкомитета Узбекской ССР по телевидению и радиовещанию, директор Музея дружбы народов СССР в Ташкенте (1988—1993), депутат Верховного Совета Узбекской ССР, заслуженный работник культуры Узбекской ССР[106].
- Кондратюк, Анджей (79) — польский киноактер, кинорежиссёр, киносценарист и кинооператор[107].
- Ловера, Роберто (93) — уругвайский баскетболист, бронзовый призёр летних Олимпийских игр в Хельсинки (1952)[108].
- Нисбет, Стюарт (82) — американский актёр[109].
- Пауэрс, Фредди (84) — американский эстрадный певец и композитор[110].
- Рабиновиц, Харри (100) — британский композитор и дирижёр[111].
- Рамана Муртхи, Дж.В. (83) — индийский актёр[112][113].
- Сабри, Амджад (39) [значимость?] — пакистанский певец, исполнитель каввали; убит[114].
- Ройчодхри, Самир (82) — индийский писатель[115].
- Трушев, Георгий Яковлевич (84) — советский хоккеист с мячом и тренер, судья всесоюзной категории, игрок команды «Водник» (Архангельск)[116].
- Френ, Стив (56) — американский певец[117].
- Чечёткин, Александр Михайлович (71)[значимость?] — советский футболист, выступавший в составе владимирского «Мотора» (1969—1972)[118].
- Эш, Джон Уильям (61) — дипломат Антигуа и Барбуды, председатель 68-й сессии Генеральной ассамблеи ООН (2013—2014)[119].

## 21 июня

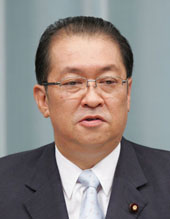
Кунио Хатояма

- Борего Мартинес, Майела (59) — мексиканская эстрадная певица[120].
- Джексон Уэйн (74) — американский музыкант[121].
- Лалонд, Пьер (75) — канадский певец[122].
- Лупашку, Михаил Феодосьевич (87) — советский и молдавский учёный-аграрий, министр сельского хозяйства Молдавской ССР (1981—1985), депутат парламента Республики Молдова (1994—1998), академик ВАСХНИЛ (1982), иностранный член РАН (2014)[123].
- Петренко, Николай Иванович (57) — директор Киевского академического театра кукол (с 1986 года), заслуженный работник культуры Украины (1993), «голос» киевского метрополитена[124].
- Тодорова, Надя (90) — болгарская характерная актриса[125]
- Хатояма, Кунио (67) — японский государственный деятель, министр внутренних дел и коммуникаций Японии (2008—2009), председатель общества «Россия—Япония»[126].

## 20 июня

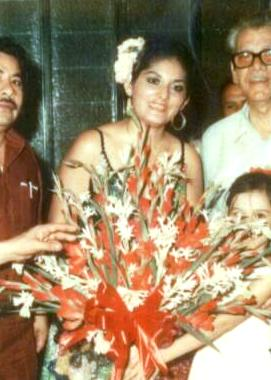
Чаито Вальдес

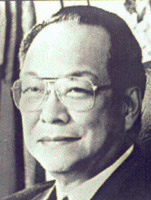
Эрнесто Маседа

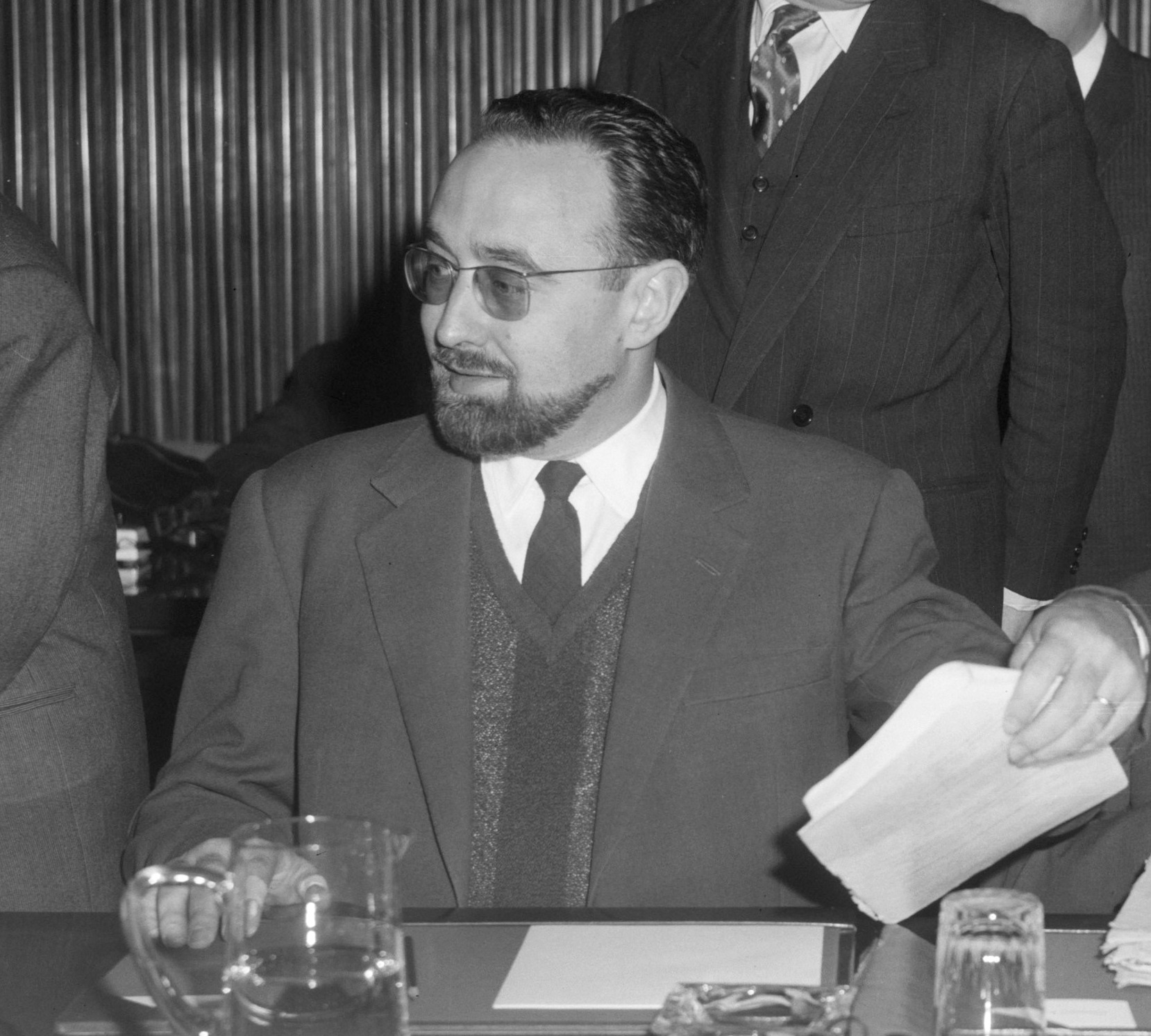
Эдгар Пизани

- Антипович, Григорий Анатольевич (Юрий Антипович) (75) — украинский писатель и литературный критик[127].
- Вальдес, Чаито (71) — мексиканская певица и актриса[128] Архивная копия от 23 июня 2016 на Wayback Machine.
- Ватутина, Елена Николаевна (86)[значимость?] — дочь генерала армии Николая Ватутина[129] Архивная копия от 24 сентября 2016 на Wayback Machine.
- Виктор, Джеймс (76) — американский актёр[130].
- Гру, Бенуат (96) — французская писательница и журналистка, одна из ведущих феминисток второй волны[131].
- Гудзюк, Василий Иванович (?) — советский и российский спортсмен-конник, тренер по конному спорту, мастер спорта по конкуру[132].
- Иссат, Владимир Викторович (59) — белорусский телережиссёр и продюсер («Сердцу не прикажешь», «Соседи», «Дорога в пустоту», «Ловушка», «Женский доктор», «Женский доктор-2»)[133].
- Ковалёв, Иван Платонович (95) — участник Великой Отечественной войны, полковник Советской Армии, Герой Советского Союза (1944[134].
- Кудабаева, Шаткуль Исалиевна (75) — советский и киргизский экономист, партийный и общественный деятель, председатель Комитета женщин Кыргызстана, депутат Верховного Совета Киргизской ССР, заслуженный экономист Республики Кыргызстан[135].
- Маседа, Эрнесто (81) — филиппинский государственный деятель, президент Сената Филиппин (1992—1993 и 1996—1998)[136].
- Павлотос, Валерий Павлович (75) — российский актёр-каскадер, кинодекоратор, председатель правления Крымского отделения Союза кинематографистов России[137].
- Пизани, Эдгар (97) — французский государственный деятель и философ, министр сельского хозяйства Франции (1961—1966)[138].
- Фролов, Александр Дмитриевич (66) — российский военачальник, военный комиссар Ярославской области (1996—2006), генерал-майор в отставке[139]
- Хайруллина, Миннура Галеевна (89) — советская работница сельского хозяйства, свинарка совхоза «Мамадышский», Герой Социалистического Труда (1966)[140]
- Чэпот, Фрэнсис (84) — американский спортсмен-конник, двукратный серебряный призёр Олимпийских игр: в Риме (1960) и в Мюнхене (1972)[141].

## 19 июня

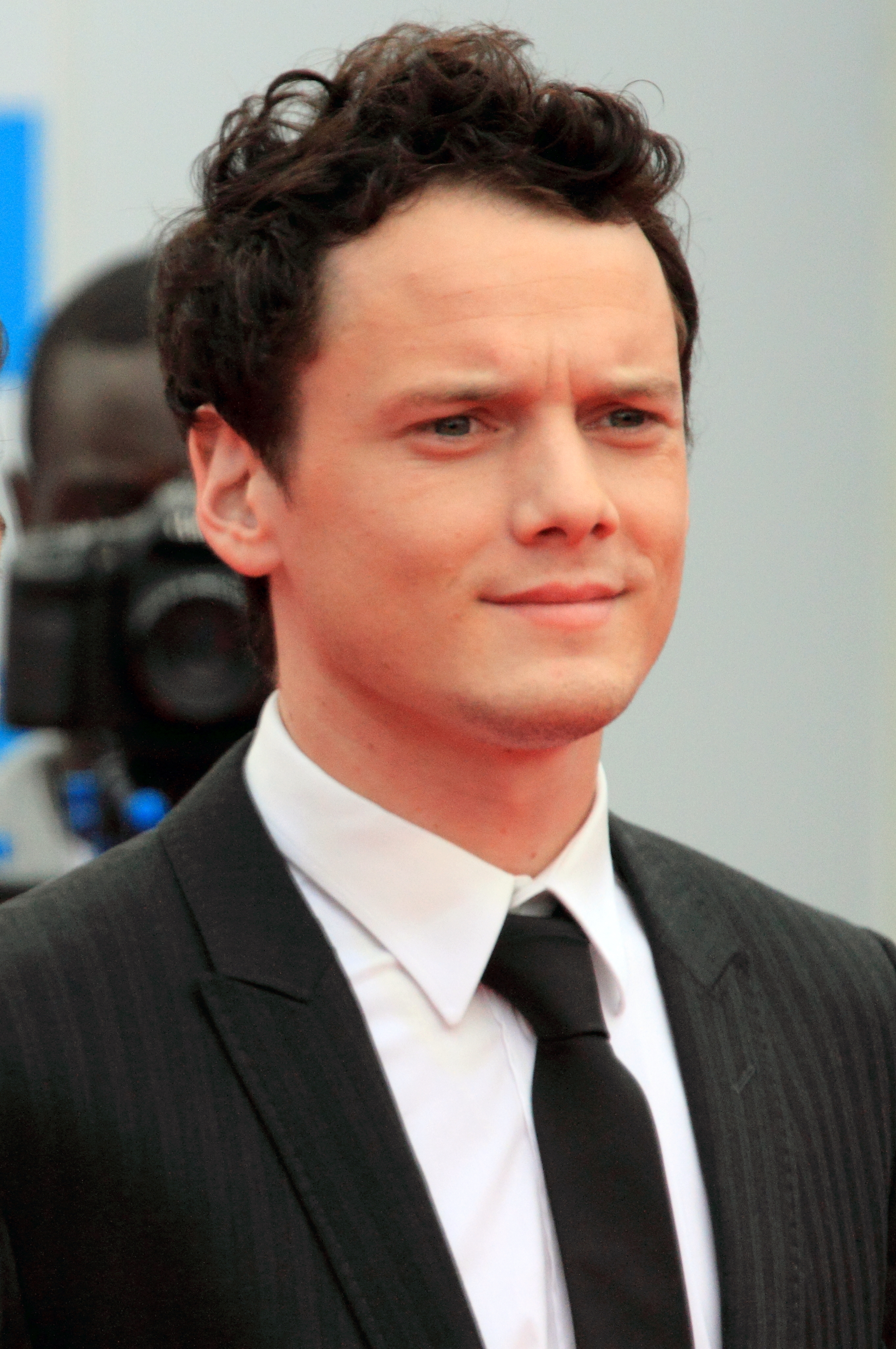
Антон Ельчин

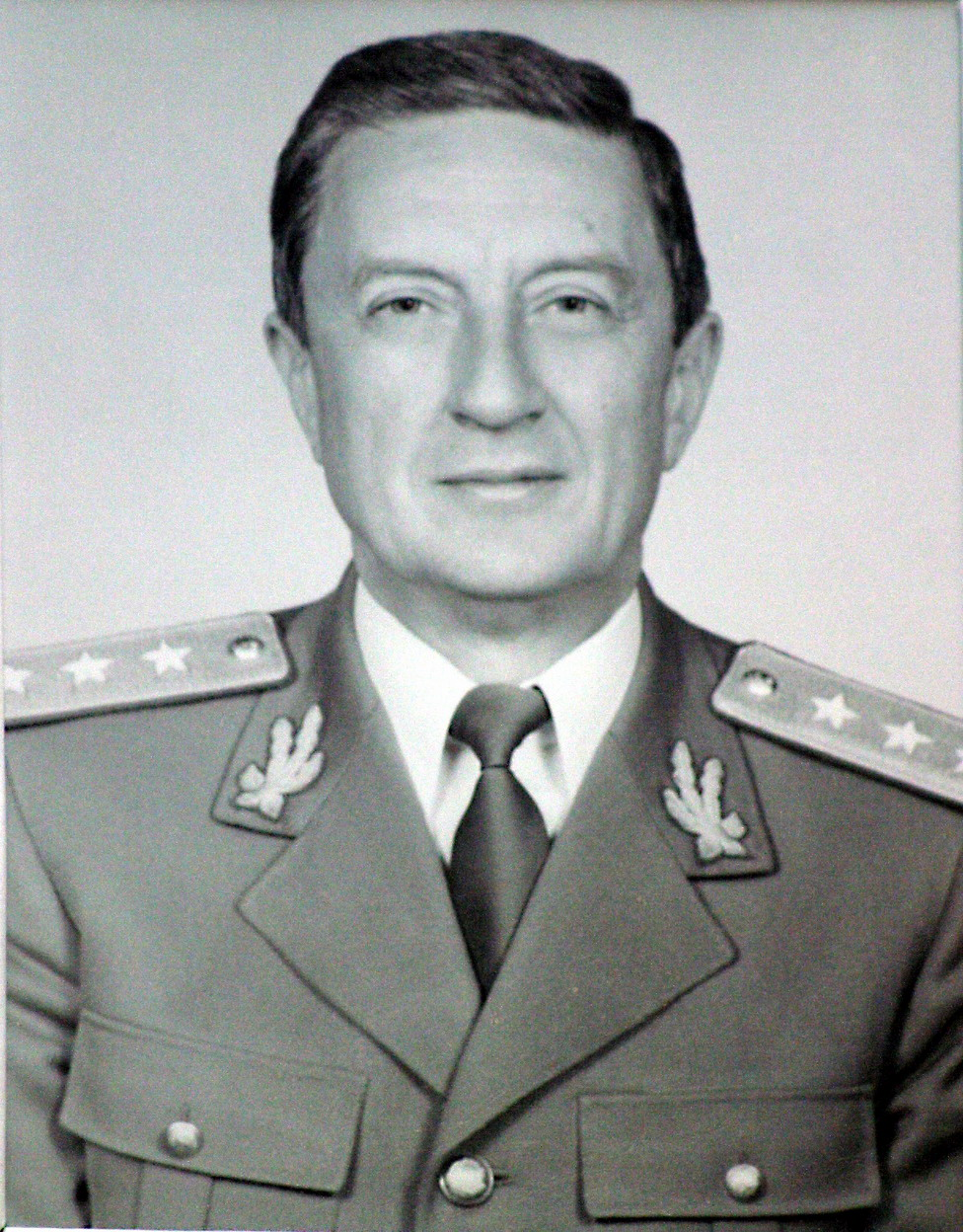
Виктор Стэнкулеску

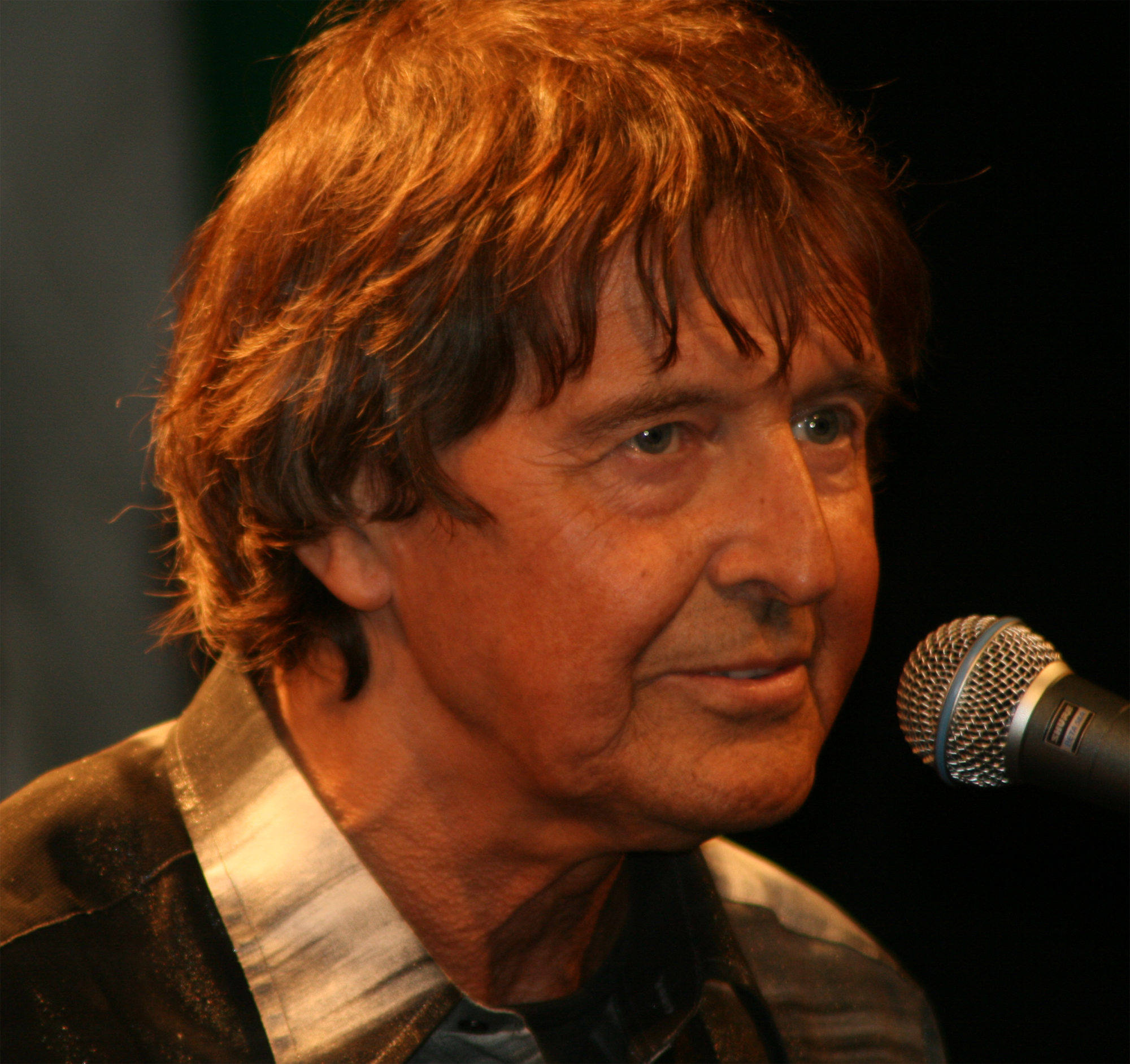
Сверре Хьельсберг

- Алдашев, Алмаз Абдулхаевич (62) — киргизский врач, вице-президент Национальной академии наук Кыргызской Республики, заслуженный деятель здравоохранения Киргизии[142].
- Бабушкин, Игорь Сергеевич (81) — советский и российский тренер по волейболу, судья всесоюзной категории, заслуженный тренер РСФСР[143].
- Ванчини, Джанна (?) — итальянская поэтесса[источник не указан 3326 дней].
- Георге, Гёц (77) — немецкий актёр[144].
- Джимбинов, Станислав Бемович (77) — советский и российский литературовед, профессор Литературного института имени А. М. Горького[145].
- Ельчин, Антон Викторович (27) — американский киноактёр[146].
- Зуев, Сергей Геннадьевич (54) — руководитель череповецкого хора «Воскресение», заслуженный артист Российской Федерации (2005)[147].
- Карузо, Фред (41) — американский кинорежиссёр и киносценарист; самоубийство[148].
- Кокс, Пол (76) — австралийский режиссёр и сценарист[149].
- Обрегон Кано, Рикардо (99) — аргентинский государственный деятель, губернатор Кордовы (1973—1974)[150].
- Огурцов, Алексей Фёдорович (79) — советский и российский театральный актёр, артист Белгородского государственного академического драматического театра им. М. С. Щепкина (с 1976 года)[151].
- Пайвио, Аллан (91) — канадский психолог, известный своими работами в области психологии памяти[152].
- Поплавский, Владимир Михайлович (79) — советский и российский физик-ядерщик, профессор, заместитель генерального директора Физико-энергетического института им. А. И. Лейпунского[153].
- Стэнкулеску, Виктор (88) — румынский военный и государственный деятель, министр национальной обороны (1990—1991)[154].
- Хо Фань (78) — гонконгский и тайваньский киноактёр, режиссёр, продюсер, сценарист, кинооператор, фотограф и фотохудожник[155].
- Хьельсберг, Сверре (69) — норвежский эстрадный певец[156].
- Чернавский, Дмитрий Сергеевич (90) — советский и российский учёный-физик, сотрудник Теоретического отдела ФИАН, доктор физико-математических наук[157].

## 18 июня

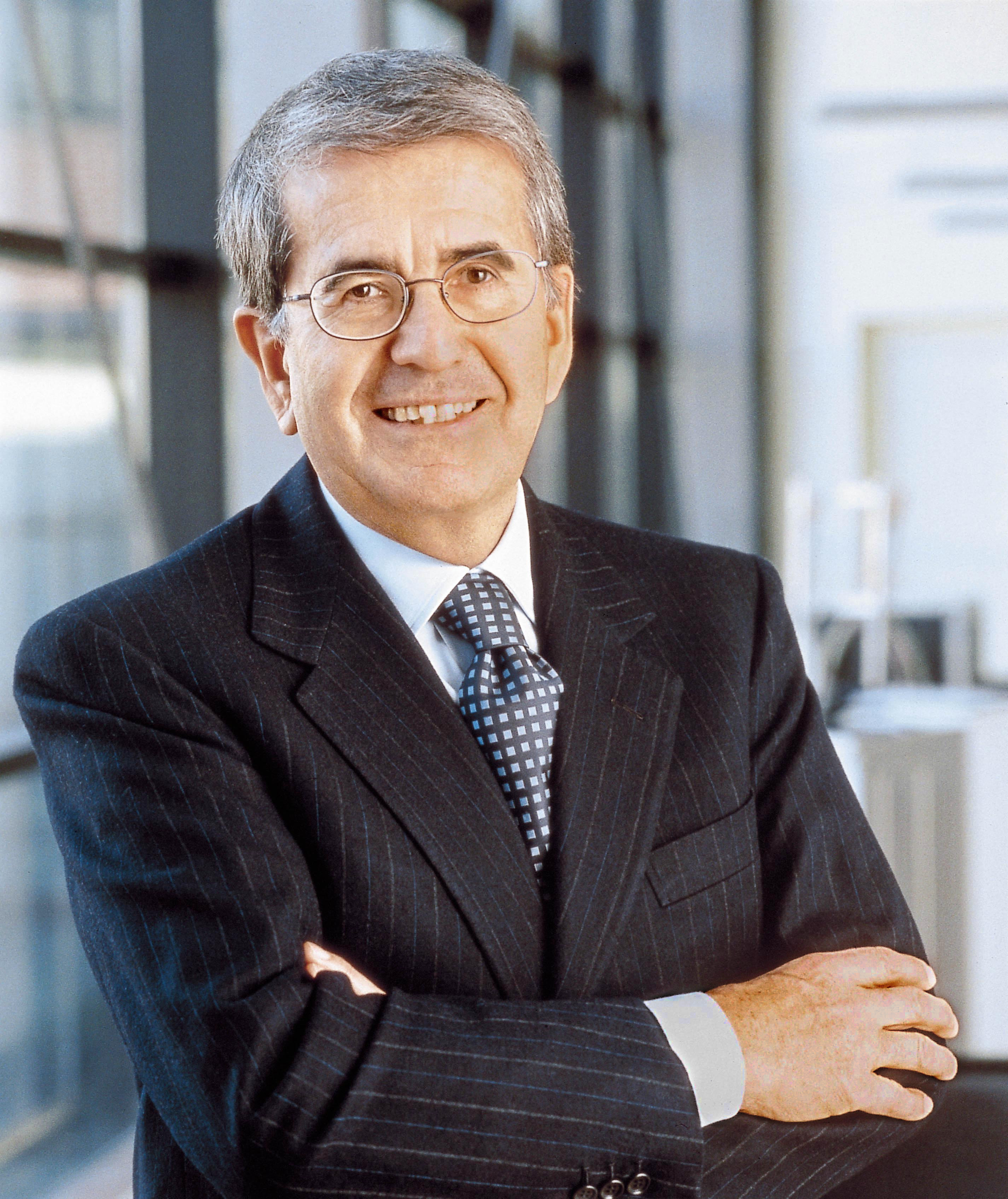
Витторио Мерлони

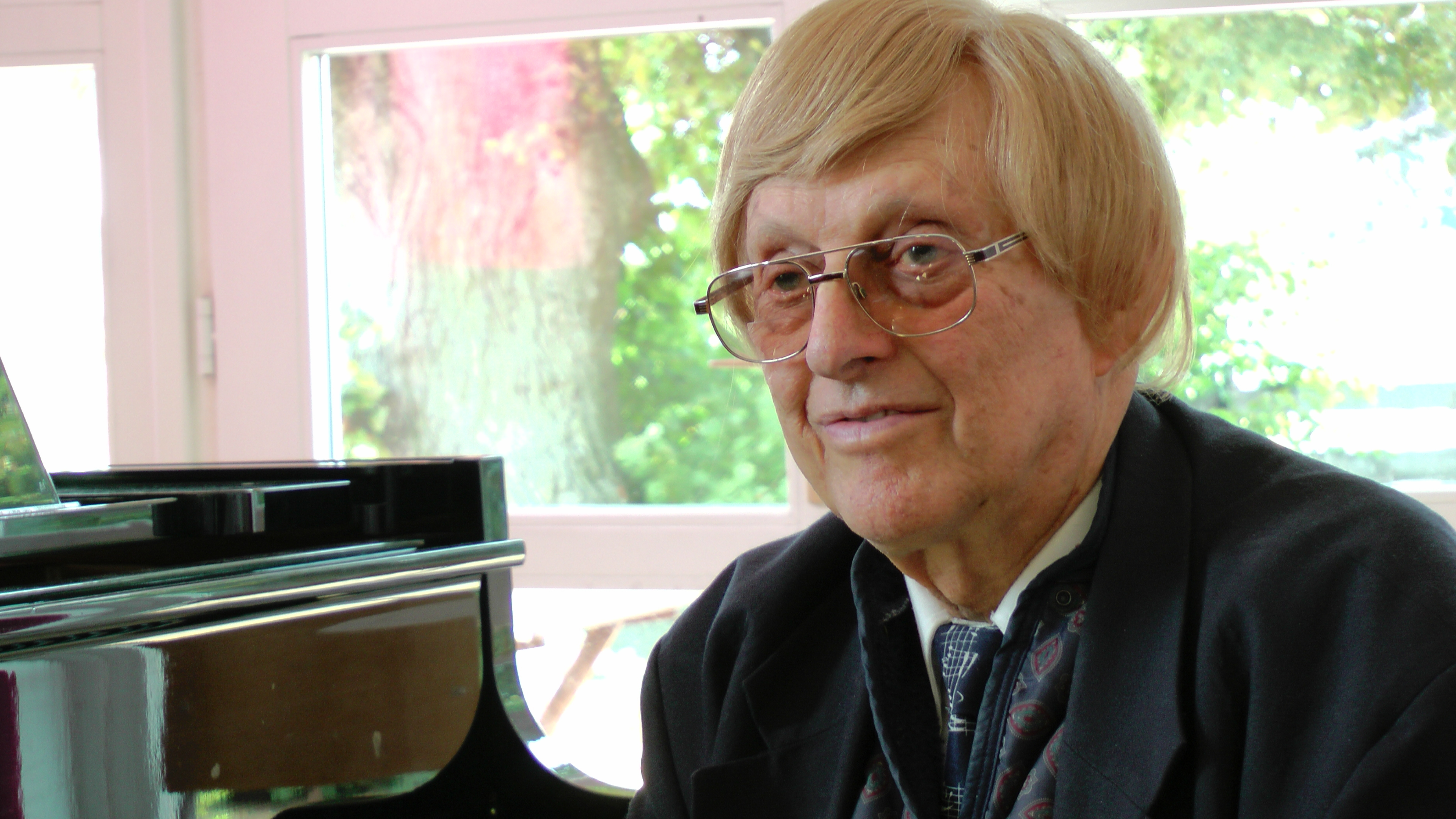
Петер Фейхтвангер

- Бурбон Руис, Леандро Альфонсо де (87) — испанский аристократ, незаконнорожденный сын короля Альфонсо XIII[158].
- Воронков, Вадим Васильевич (90) — советский и российский архитектор, главный архитектор города Горького (1966—1976), заслуженный архитектор РСФСР (1976)[159].
- Ву Хуаньмин (77) — китайский дипломат, посол КНР во Франции (1998—2003); ДТП[160].
- Вышиванюк, Михаил Васильевич (63) — губернатор Ивано-Франковской области Украины (1997—2005, 2010—2013).
- Дёйм, Сусана (79) — венесуэльская профессиональная модель, актриса и телеведущая, победительница конкурса «Мисс Мира» (1955)[161].
- Ильницкий, Юрий Васильевич (91) — советский партийный деятель, первый секретарь Закарпатского обкома Компартии Украины (1968—1980)[162].
- Мерлони, Витторио (83) — итальянский бизнесмен, основатель компаний Merloni Elettrodomestici и Indesit[163].
- Молодякова, Эльгена Васильевна (78) — советский и российский историк, культуролог, политолог[164].
- Сванидзе, Аделаида Анатольевна (87) — советский и российский историк, скандинавист и медиевист, автор трудов по урбанистике, поэтесса[165].
- Тарновская, Нина Михайловна (62) — российская актриса Санкт-Петербургского театр кукол, заслуженная артистка России (2002)[166].
- Фейхтвангер, Петер (76) — немецкий и британский пианист, композитор и педагог[167].
- Фуэнтес, Алехандро (45) — мексиканский актёр; убийство[168]
- Хухтала, Вяйнё (80) — финский лыжник, чемпион летних Олимпийских игр в Скво-Вэлли (1960)[169].
- Хэм, Билл (79) — американский музыкальный продюсер (ZZ Top)[170].

## 17 июня

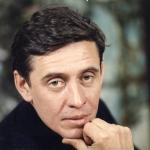
Валерий Цаплин

- Агирре, Рубен (82) — мексиканский актёр кино и телевидения[171].
- Би, Принц (46) — американский хип-хоп-певец[172].
- Бухаев, Юсуп Рахметович (92) — участник Великой Отечественной войны, полный кавалер ордена Славы[173].
- Грейвc, Томас (91) — американский деятель образования, президент колледжа Вильгельма и Марии (1971—1985)[174].
- Лестер, Рон (45) — американский актёр («Студенческая команда», «Недетское кино»)[175].
- Назаров, Учкун Игамбердыевич (81) — советский и узбекский театральный и кинорежиссёр (Фитиль), писатель и сценарист, заслуженный артист Узбекской ССР, лауреат Государственной премии Узбекистана имени Хамзы (похороны состоялись в этот день)[176].
- Пахомов, Владимир Александрович (64) — российский государственный деятель, заместитель министра торговли Российской Федерации (1997—2000), генеральный директор ОАО «Судоэкспорт» (с 2014 года), генерал-лейтенант в отставке[177].
- Петруччи, Лоретто (86) — итальянский велогонщик, двукратный победитель велогонки Милан — Сан-Ремо (1952, 1953)[178].
- Радев, Никола (75) — болгарский писатель, издатель и журналист, председатель Союза писателей Болгарии (1999—2003)[179].
- Топало, Владимир Кузьмич (86) — бригадир комплексной бригады строительного управления № 1 треста «Кишинёвстрой», Герой Социалистического Труда (1960)[180].
- Цаплин, Валерий Анатольевич (57) — российский художник, заслуженный художник Российской Федерации (2009)[181].
- Цигнадзе, Вера Варламовна (91) — грузинская советская балерина, педагог, народная артистка Грузинской ССР (1955)[182].

## 16 июня

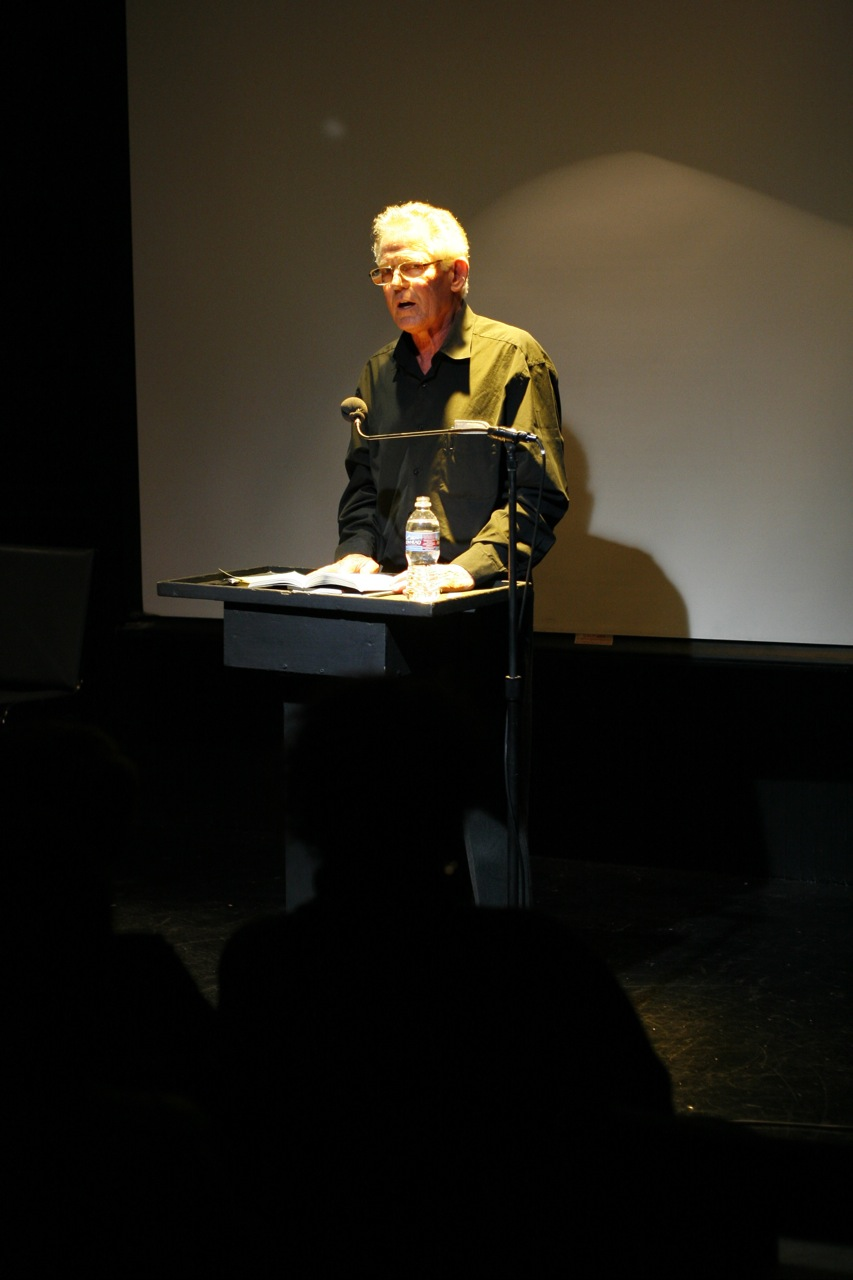
Билл Берксон

- Антипова, Александра Тихоновна (90) — советская доярка госплемзавода «Первомайский», Герой Социалистического Труда (1975), гражданин XX века Новосибирской области (о смерти объявлено в этот день)[183].
- Берксон, Билл (76) — американский поэт[184].
- Вучев, Климент (77) — болгарский государственный деятель, министр промышленности Болгарии (1995—1997)[185].
- Калматаев, Мурат Дуйсембинович (79) — советский и казахстанский партийный и военный деятель, генерал-майор милиции в отставке, депутат Верховного Совета Казахской ССР[186].
- Кокс, Джо (41) — британский политик, убийство[187].
- Мацела, Людек (65) — чехословацкий футболист, чемпион летних Олимпийских игр в Москве (1980)[188].
- Метелица, Владимир Исаевич (90) — глава ветеранов антигитлеровской коалиции Эстонии[189].
- Розанов, Леонид Юрьевич (71) — судья всероссийской категории по хоккею[190].
- Томпсон, Чарльз (98) — американский джазовый пианист[191].

## 15 июня

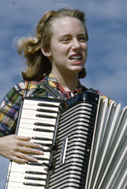
Лоис Дункан

- Дункан, Лоис (82) — американская писательница[192].
- Конфортес, Клод (88) — французский актёр[193].
- Крапива, Виталий Петрович (67)[значимость?] — советский и украинский организатор производства, начальник Николаевского специализированного морского порта «Октябрьск», заслуженный работник транспорта Украины[194].
- Лю Сяохуа (57) — китайский политик, мэр города Чжаньцзяна; самоубийство[195].
- Мандич, Милорад (55)[значимость?] — сербский актёр[196].
- Маркотенко, Владимир Игоревич (63) — российский актёр, артист нижегородского театра «Комедія» и кино, заслуженный артист Российской Федерации[197].
- Минатоя, Хироси (72) — японский дзюдоист, двукратный чемпион мира (1967, 1969)[198] Архивная копия от 5 августа 2016 на Wayback Machine.
- Мулана, Алави (84) — шри-ланкийский государственный деятель, министр труда (2001—2002)[199].
- Cиракава, Юми (79) — японская актриса[200].
- Спаньюло, Джузеппе (79) — итальянский скульптор[201].
- Цыбульский, Леонид Ефимович (66) — украинский тренер по дзюдо, заслуженный работник физической культуры и спорта Украины, заслуженный тренер Украины[202].
- Шерман, Семён Григорьевич (96) — советский и российский драматург («Эхо Брянского леса») и журналист, участник Великой Отечественной войны[203].
- Шумейко, Николай Максимович (73) — белорусский физик-теоретик и организатор науки, директор Научно-исследовательского учреждения «Национальный научно-учебный центр физики частиц и высоких энергий» Белорусского государственного университета (1993—2015)[204].

## 14 июня

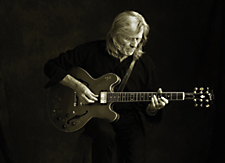
Генри Маккалах

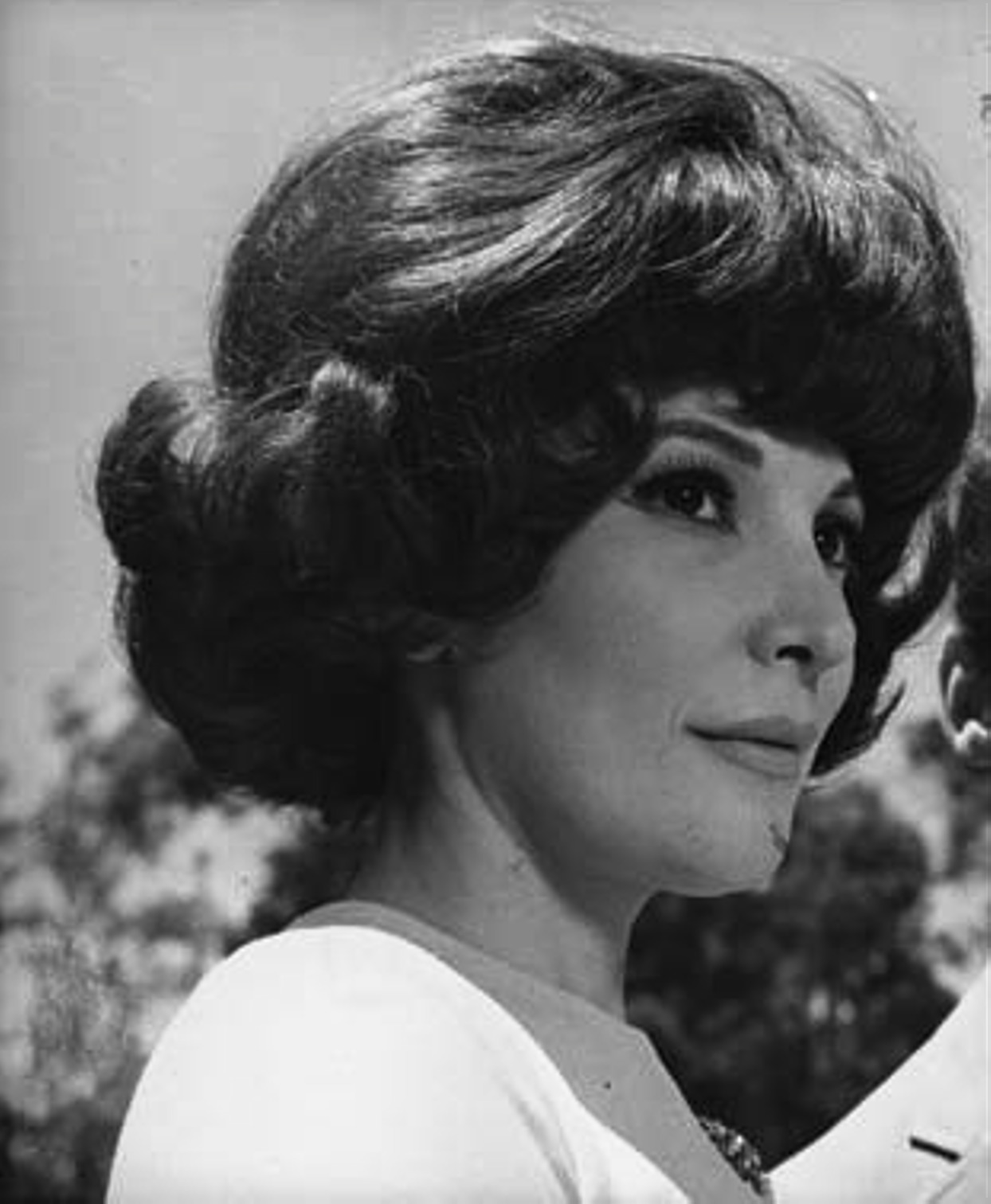
Ирма Рой

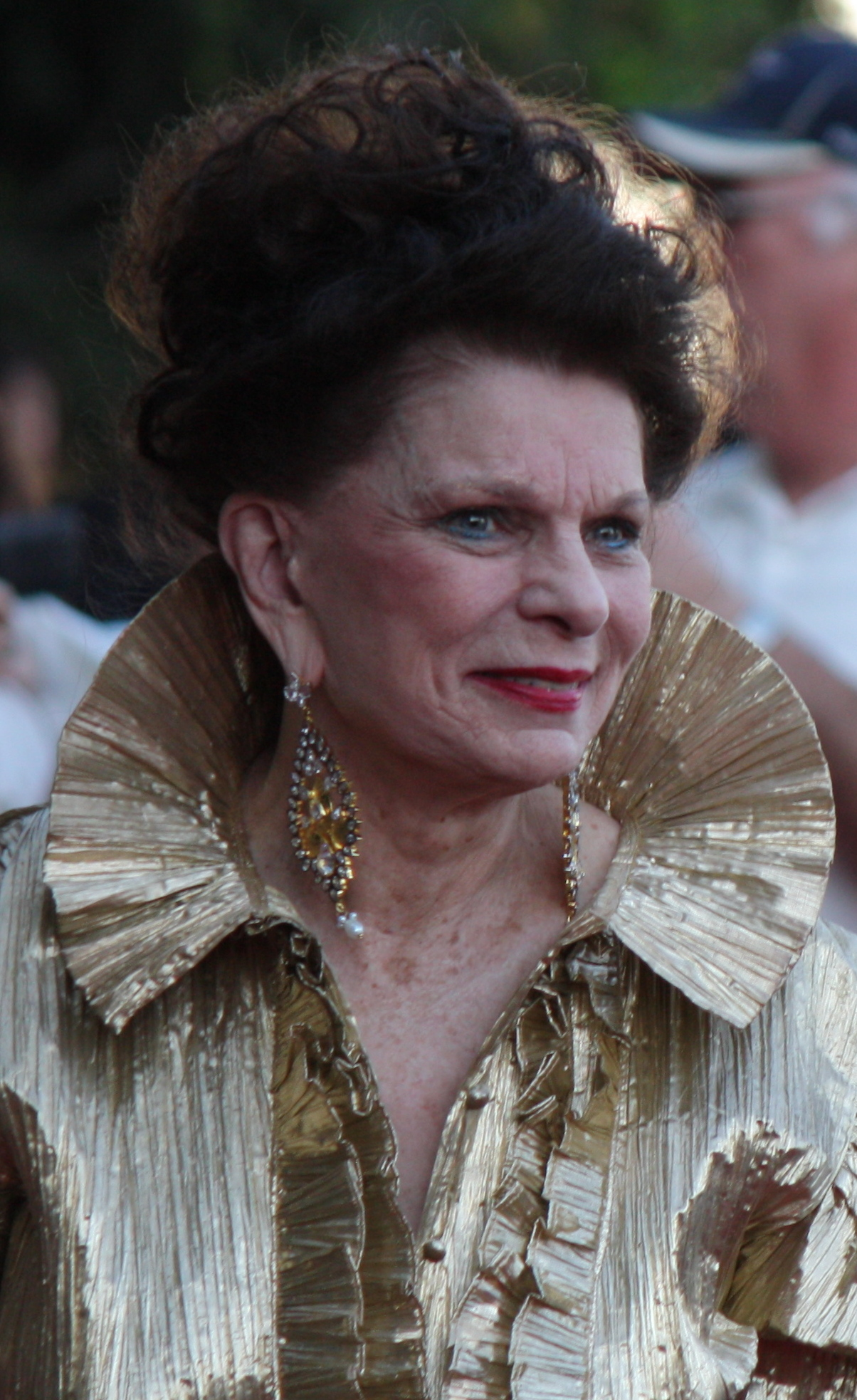
Ронни Клер Эдвардс

- Бьонди, Лидия (74) — итальянская киноактриса[205].
- Гилберт, Энн (87) — американская актриса, наиболее известная благодаря ролям второго плана в телевизионных комедиях[206].
- Грезин, Александр Кузьмич (79) — советский и российский организатор производства, учёный, директор омского завода «Сибкриотехника», лауреат Государственной премии СССР (1989)[207].
- Гришин, Анатолий Кузьмич (76) — советский гребец, чемпион летних Олимпийских игр в Токио (1964), чемпион мира, заслуженный мастер спорта СССР (1964), заслуженный тренер РСФСР (1982)[208].
- Думитраш, Анатол (60)[значимость?] — молдавский композитор и музыкант-исполнитель, заслуженный артист Республики Молдова; рак[209].
- Киржеманов, Дмитрий Дмитриевич (74) — советский и российский актёр театра, выступавший на сцене Томского областного драматического театра, и кино («Игорь Саввович»), народный артист Российской Федерации (1999)[210].
- Кучинский, Валерий Александрович (69) — советский и белорусский оперный и эстрадный певец, заслуженный артист Белорусской ССР[211] Архивная копия от 19 июля 2016 на Wayback Machine.
- Лагутин, Владимир Алексеевич (78) — советский и российский организатор производства, директор Чебоксарской ГЭС, заслуженный работник Минтопэнерго Российской Федерации[212].
- Ламонтань, Жиль (97) — канадский государственный деятель, мэр Квебека (1965—1977)[213].
- Лембер-Богаткина, Валли (94) — эстонская художница, акварелист, художник-монументалист, иллюстратор книг для детей, вдова художника Владимира Богаткина[214].
- Лоцманов, Юрий Александрович (88) — советский и российский врач-отоларинголог, ректор Башкирского государственного медицинского университета (1973—1982), профессор[215].
- Маккалах, Генри (72) — североирландский рок-гитарист[216].
- Масевич, Виктор Владимирович (97) — советский кинооператор (Гость с Кубани, Ход конём, Когда играет клавесин[217].
- Мумбенгегви, Сэмуэль (73) — зимбабвийский государственный деятель, министр финансов (2007—2009)[218].
- Рабасса, Грегори (94) — американский переводчик-испанист[219].
- Рой, Ирма (84) — аргентинская актриса и депутат парламента Аргентины[220].
- Эдвардс, Ронни Клер (83) — американская актриса[221].
- Яблонский, Леонид Теодорович (65) — советский и российский археолог, доктор исторических наук, заведующий отделом скифо-сарматской археологии Института археологии РАН[222].

## 13 июня

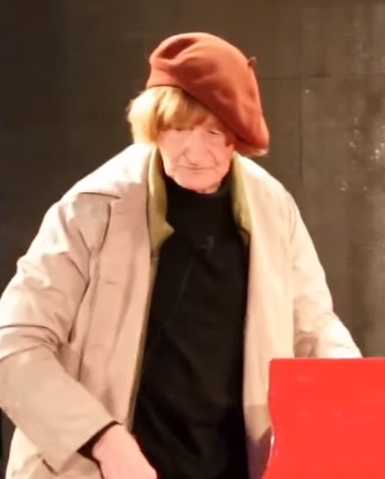
Олег Каравайчук

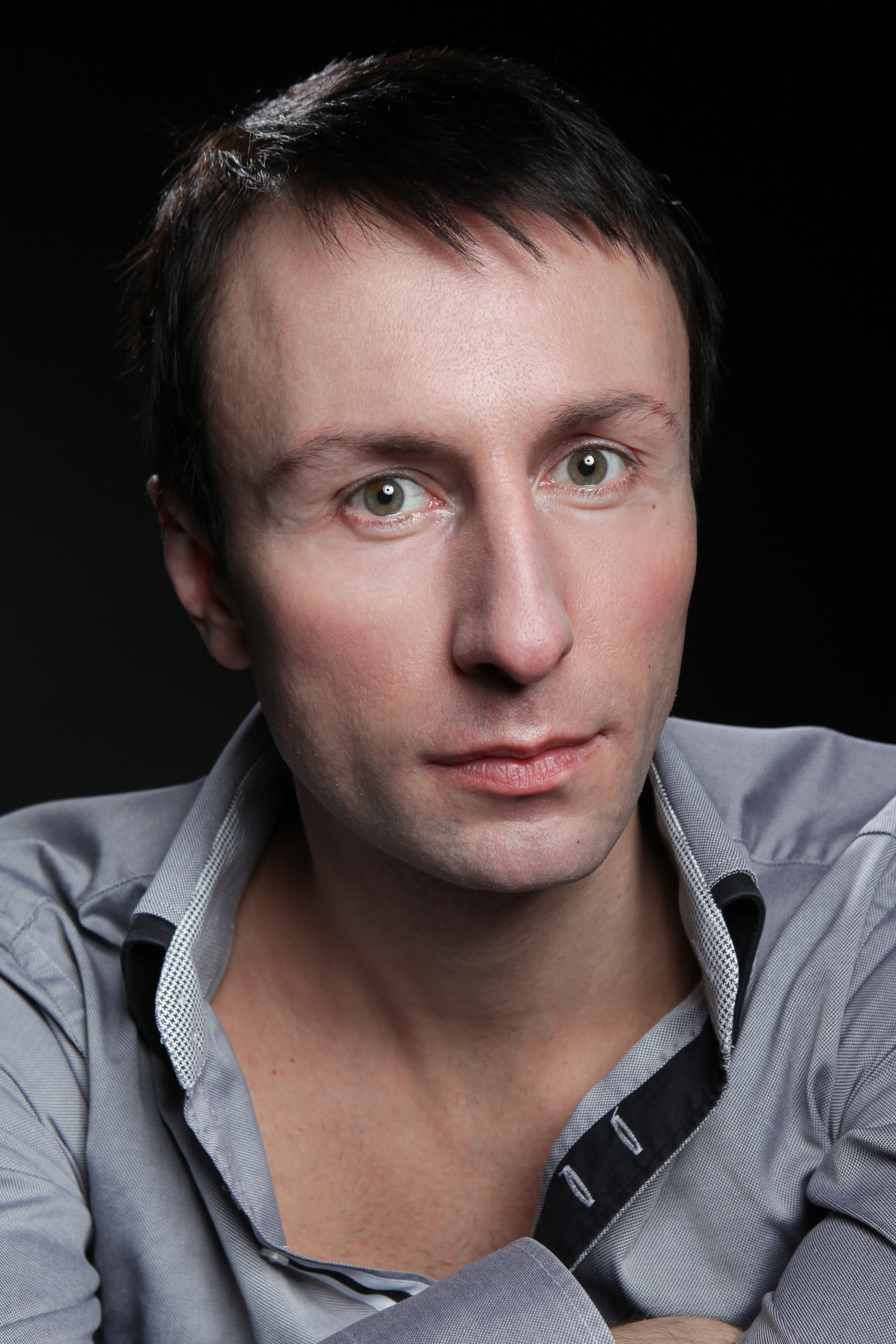
Дмитрий Мирон

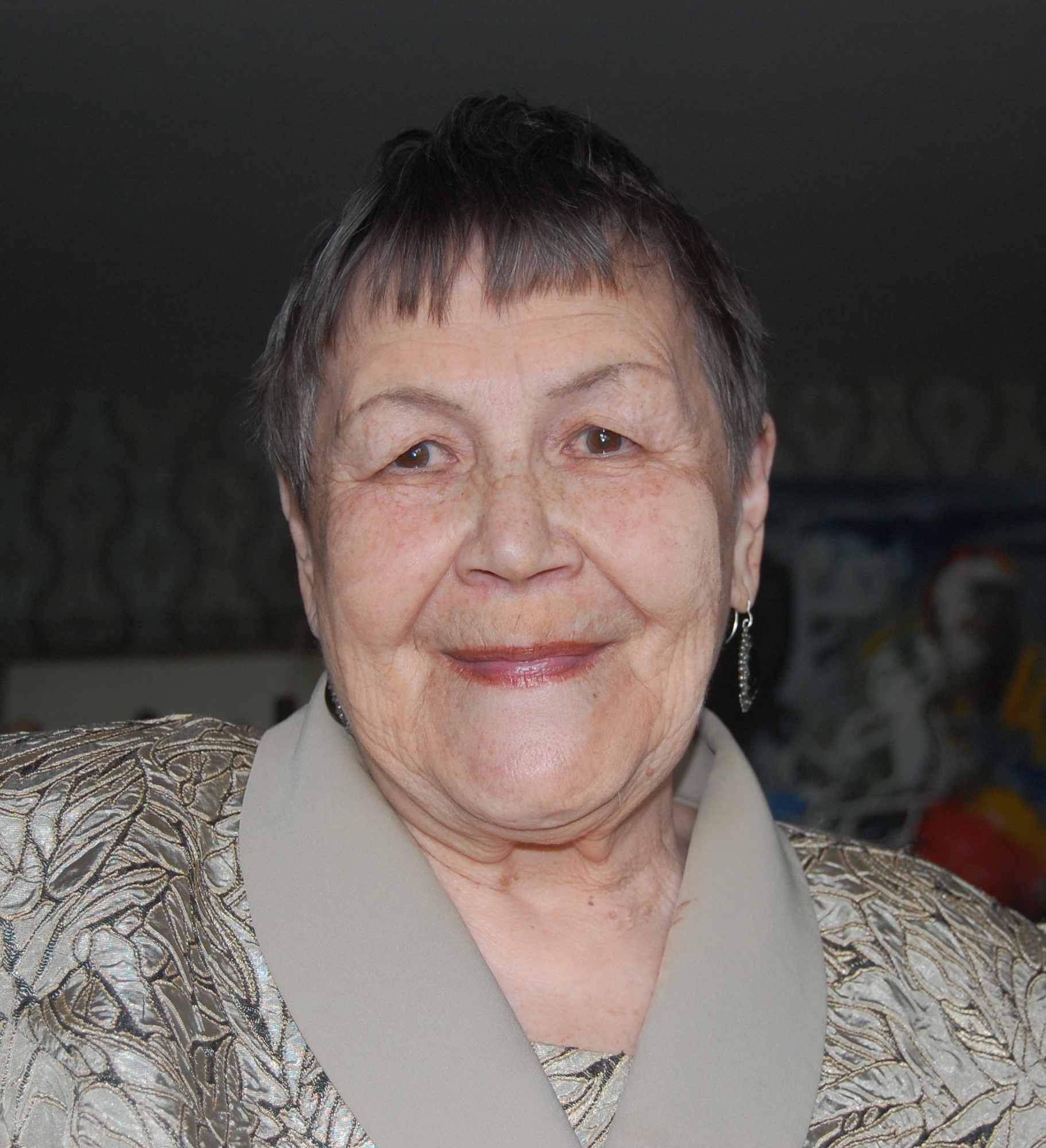
Наталья Суханова

- Амбарцумян, Офелия Карповна (91) — советская и армянская певица, народная артистка Армянской ССР (1959)[223].
- Аджемян, Анаит (92) — американская скрипачка армянского происхождения[224].
- Валеев, Камиль Абдрахманович (86) — советский и российский башкирский оперный и камерный певец, педагог, солист Башкирского театра оперы и балета, народный артист Башкирской АССР[225].
- Вассербург, Джеральд (89) — американский геолог, лауреат медали Артура Л. Дэя (1970), медали «За выдающуюся общественную службу» (НАСА) (1972, 1978), медали Волластона (1985), золотой медали Королевского астрономического общества (1991), премии Крафорда (1986)[226].
- Гарич, Дьёрдь (62) — венгерский футболист, нападающий, отец австрийского футболиста Дьёрдя Гарича-младшего (о смерти стало известно в этот день)[227].
- Гарсиа, Энрике (75) — филиппинский государственный деятель, губернатор Батаана (1992—1993, 2004—2013)[228].
- Головко, Олег Фёдорович (75) — украинский детский писатель[229].
- Дайнеко, Алексей Алексеевич (46) — российский актёр театра и кино, телеведущий[230].
- Джоунс, Рэнди (72) — американский джазовый музыкант выступавший с Четом Бейкером. Дэйвом Брубеком, Мейнардом Фергюсоном[231].
- Кабаков, Марк Владимирович (92) — российский писатель, поэт, публицист, капитан 1-го ранга[232].
- Каравайчук, Олег Николаевич (88) — советский и российский композитор[233].
- Кибеди, Джошуа Вануме — угандийский государственный деятель и дипломат, министр иностранных дел (1971—1973)[234].
- Кызласова-Боргоякова, Алиса Алексеевна (64) — советская и российская актриса театра и кино, артистка Хакасского национального драматического театра имени А. М. Топанова, заслуженная артистка Российской Федерации[235].
- Мейсон, Рон (76) — канадский и американский хоккейный тренер[236].
- Месарош, Михай (76) — американский киноактёр («Альф»)[237].
- Моман, Чипс (79) — американский музыкант, автор песен и музыкальный продюсер, лауреат премии «Грэмми» (1976)[238].
- Мирон, Дмитрий Савельевич (41) — российский актёр театра и кино[239].
- Пейн, Роберт (83) — американский эколог[240].
- Савич, Юрий Сергеевич (71) — советский и российский актёр, мастер художественного слова (www.kino-teatr.ru).
- Суханова, Наталья Алексеевна (85) — российская писательница, прозаик[241].

## 12 июня

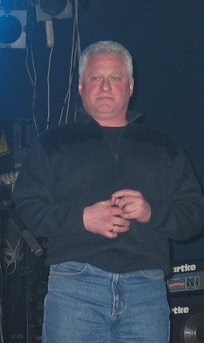
Владимир Долгополов

- Бакус, Дэвид (53) — американский экономист соавтор задачи Бакуса-Смита[242].
- Войнович, Джордж (79) — американский государственный деятель, губернатор штата Огайо (1991—1998)[243].
- Долгополов, Владимир Михайлович (54) — советский и российский футболист, чемпион СССР 1984 года в составе «Зенита»; ишемический инсульт[244].
- Емельянцев, Валерий Николаевич (66) — советский и украинский тренер по лёгкой атлетике; инсульт[245].
- Клифф, Мишель (69) — американская писательница[246].
- Копек, Дэнни (62) — американский шахматист, международный мастер[247].
- Матин, Омар (29) — преступник, совершивший 12 июня 2016 года массовое убийство в Орландо; убит[248].
- Норка, Ефим Алексеевич (85) — советский партийный деятель, первый секреатрь Омского городского комитета КПСС (1973—1986)[249].
- Нурмуханбетов, Бекмуханбет Нурмуханбетович (81) — советский и казахстанский археолог, участник и соавтор открытия могилы «Золотого человека»[250].
- Петросян, Ерванд Маркосович (76)[значимость?] — советский и армянский детский писатель[251].
- Пировано, Фабрицио (56) — итальянский мотогонщик, чемпион мира по суперспорту (1997, 1998)[252].
- Португаль, Альфонсо (82) — мексиканский футболист, игрок национальной сборной, участник чемпионата мира (1958)[253].
- Уолдо, Джанет (96) — американская актриса и певица[254].
- Уоррен, Крис (49) — американский музыкант[255].
- Фаджи, Франческо (90) — итальянский гребец академического стиля, золотой медалист летних Олимпийских игр в Лондоне (1948)[256].

## 11 июня

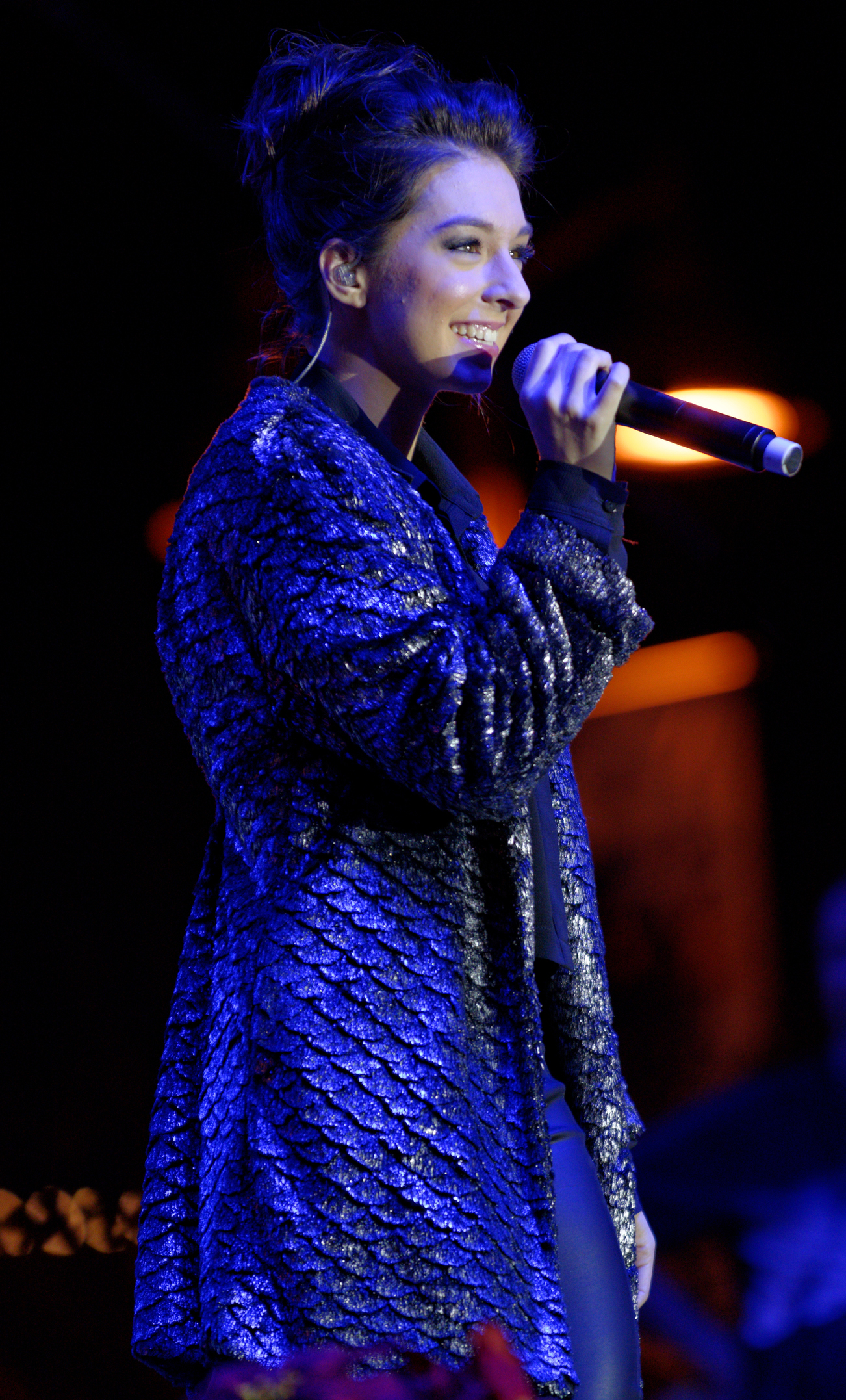
Кристина Гримми

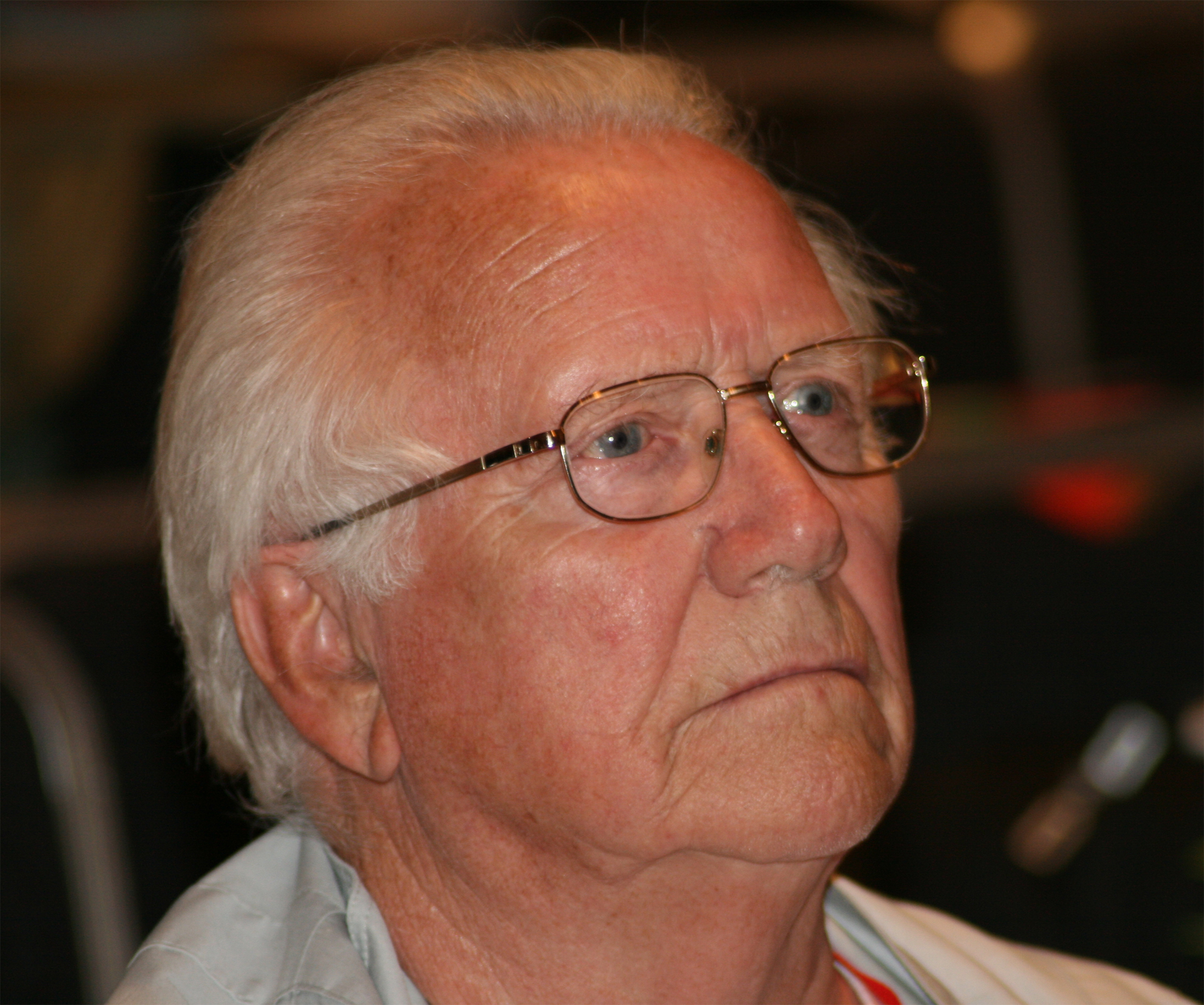
Ларс Шютен

- Акшонов, Виктор Семёнович (54) — российский боксёр-тяжеловес, двукратный чемпион СССР, призёр Игр доброй воли[257].
- Альтиг, Руди (79) — западногерманский велогонщик, двукратный чемпион мира в гонке преследования (1960, 1961), чемпион мира в групповой гонке (1966), победитель «Вуэльты» (1962)[258].
- Арментерос, Хосе Луис (72) — испанский музыкант и композитор[259].
- Гримми, Кристина (22) — американская певица и пианистка; покушение на убийство, скончалась в больнице[260].
- Кипшидзе, Нодар Николаевич (92) — советский и грузинский терапевт, академик АМН СССР (1988), академик РАН (2013)[261].
- Леон, Паоло (81) — итальянский экономист[262].
- Овчинников, Александр Иванович (85) — советский и российский художник, заслуженный художник Российской Федерации (1999)[263].
- Ремедиос, Альберто (81) — британский оперный певец[264].
- Рыбин, Александр Георгиевич (80) — советский и российский кинооператор и актёр[265].
- Сатпаева, Ханиса Канышевна (94) — советский и казахстанский врач, доктор медицинских наук, почётный профессор Казахстанского национального медицинского университета имени С. Н. Асфандиярова, заслуженный деятель науки Казахской ССР, дочь академика Каныша Сатпаева[266].
- Шютен, Ларс (86) — норвежский государственный деятель и промышленный магнат, министр промышленности Норвегии (1979—1981)[267].

## 10 июня

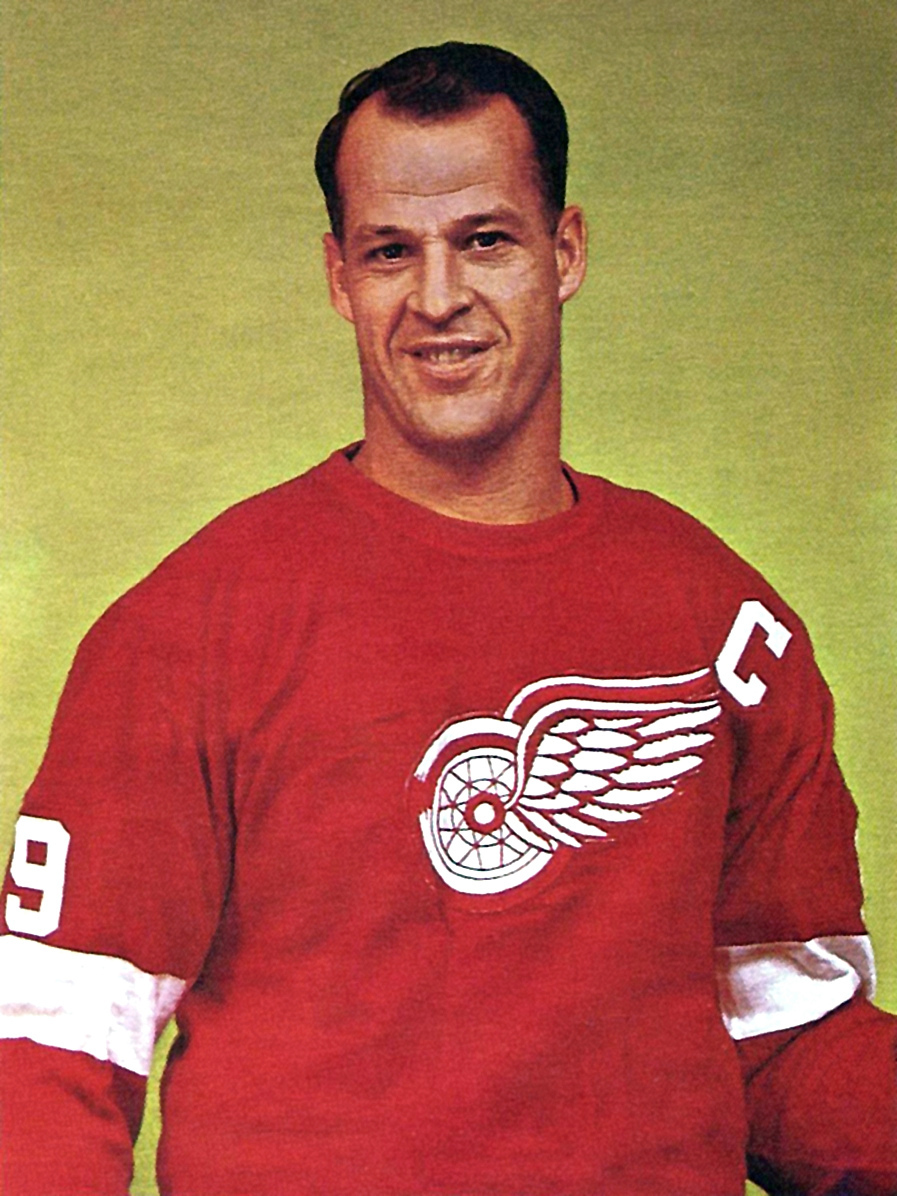
Горди Хоу

- Александр (Калпакидис) (78) — епископ Элладской православной церкви, титулярный митрополит Ставропигийский (2002—2010)[268].
- Амоду, Шайбу (58) — главный тренер сборной Нигерии по футболу (1994—1995, 1996—1997, 2001—2002, 2008—2010, 2014)[269].
- Горлов, Александр Моисеевич (85) — советский, позднее американский учёный, почётный профессор и директор гидро-пневматической лаборатории энергетики Северо-Восточного университета в Бостоне, Массачусетс[270].
- Пальмара, Миммо (87) — итальянский актёр[271].
- Хели, Десмонд (85) — американский художник по костюмам, лауреат премии «Тони» (1968? 2011)[272].
- Хоу, Горди (88) — канадский и американский хоккеист, обладатель Кубка Стэнли (1950, 1952, 1954, 1955)[273].

## 9 июня
- Бондарев, Степан Маркович (93) — советский военачальник, заместитель командующего войсками Северо-Западного военного округа, заместитель командующего Северной группой войск, генерал-лейтенант в отставке (с 1984 г.)[274].
- Ерёменко, Сергей Александрович (34) — российский военный лётчик, командир звена авиационной группы высшего пилотажа «Русские Витязи», майор; погиб в авиакатастрофе[275].
- Макки, Хассан Мухаммад (82) — йеменский государственный деятель, премьер-министр Йеменской Арабской Республики (1974)[276].
- Моралес, Хосе (60) — мексиканский боксёр и тренер, отец боксёров Диего, Эрика и Ивана Моралесов; инсульт[277].
- Павленко, Николай Иванович (100) — российский писатель и историк, специалист в области истории России XVII—XVIII вв., заслуженный деятель науки РСФСР[278].

## 8 июня

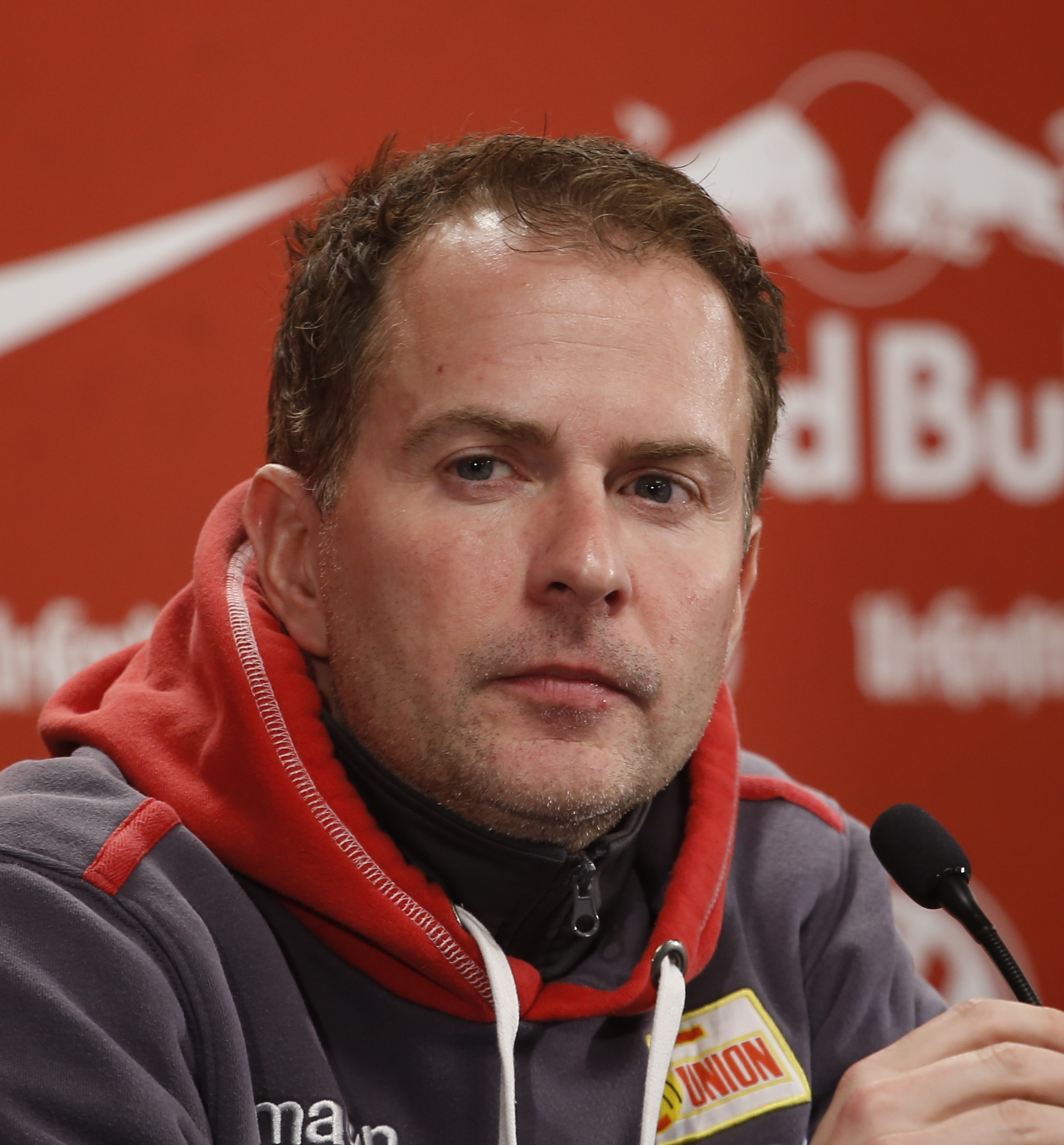
Саша Левандовски

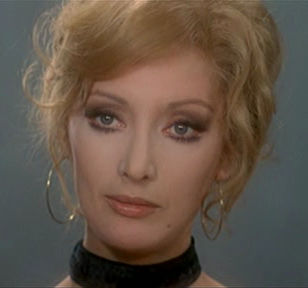
Марина Малфатти

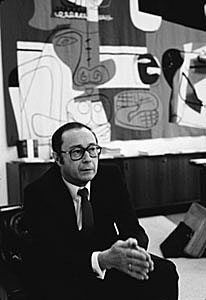
Пьер Обер

- Готлиб, Олег Маркович (64) — российский китаевед, специалист по грамматике китайского языка, этнологии Китая[279].
- Гурман, Владимир Иосифович (81) — советский и российский учёный, специалист в области задач оптимального управления и построения социо-эколого-экономических моделей регионов для обеспечения их устойчивого развития, доктор технических наук, профессор[280].
- Евтимов, Евтим (82) [значимость?] — болгарский поэт[281].
- Кеши, Стивен (54) — нигерийский футболист[282].
- Левандовски, Саша (44) — немецкий футбольный тренер, главный тренер клуба «Байер» (Леверкузен) (2012—2013 и 2014)[283].
- Лобунец, Валерий Николаевич (77) — советский, украинский и литовский актёр театра и кино («Дочь стратиона») и телеведущий («Согласие»)[284].
- Маджерус, Филипп (79) — американский биохимик[285].
- Малфатти, Марина (76) — итальянская актриса[286].
- Мансер, Михаэль (87) — британский архитектор[287].
- Махкамов, Кахар Махкамович (84) — советский и таджикский государственный деятель, первый секретарь ЦК Компартии Таджикистана (1985—1991), председатель Верховного Совета Таджикской ССР (1990), президент Таджикистана (1990—1991)[288].
- Мвендва, Нгала (94) — кенийский политик, министр труда и социальных служб (1963—1974)[289].
- Мелхиседек (Лебедев) (89) — епископ Русской православной церкви на покое, архиепископ Брянский и Севский (1994—2002)[290].
- Обер, Пьер (89) — швейцарский государственный деятель, президент Швейцарии (1983, 1987)[291].
- Понс, Морис (88) — французский писатель[292].
- Савельев, Николай Иванович (67) — российский генетик и селекционер, академик РАН (2013, академик РАСХН с 2005), директор Всероссийского научно-исследовательского института генетики и селекции плодовых растений им. И. В. Мичурина (с 1997)[293].
- Штехбарт, Хорст (91) — военный деятель ГДР, командующий сухопутными войсками ННА (1972—1989), генерал-полковник (1976)[294].
- Янковский, Владислав Янович (64) — российский кларнетист, педагог, дирижёр, заслуженный артист РСФСР (1987)[295].

## 7 июня

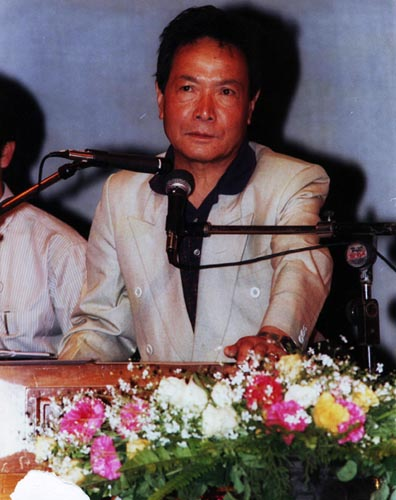
Амбер Гурунг

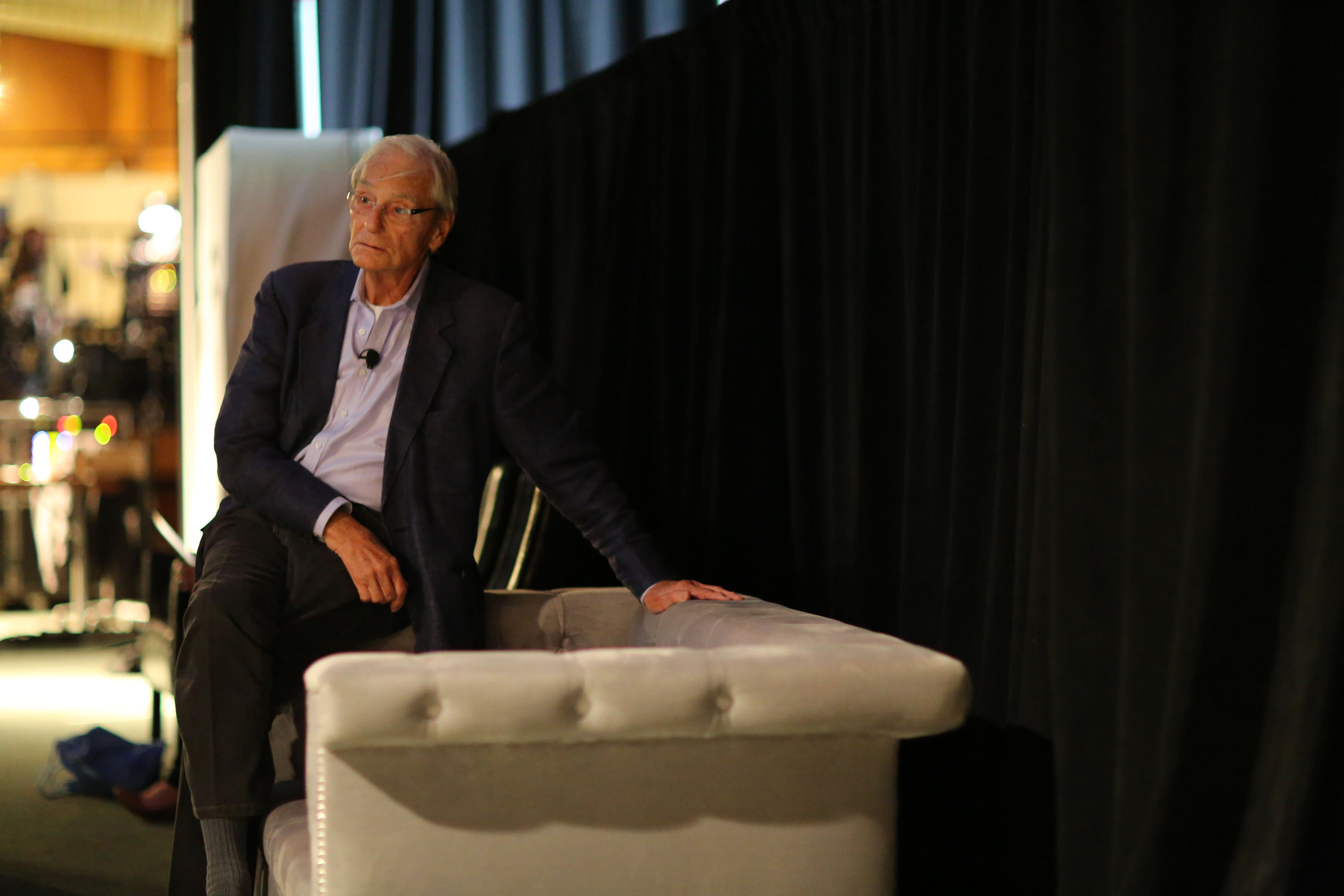
Томас Перкинс

- Брукс, Джонни (84) — английский футболист[296].
- Варичев, Иван Михайлович (92) — русский советский живописец, народный художник Российской Федерации[297].
- Гурунг, Амбер (78) — непальский музыкант и композитор автор национального гимна[298].
- Гюрсу, Танху (77) — турецкий киноактёр и кинорежиссёр[299].
- Джост, Питер (95) — британский инженер, один из основателей трибологии[300].
- Дривотинов, Борис Владимирович (94) — белорусский советский невролог, доктор медицинских наук, профессор, основоположник белорусской научно-педагогической школы вертеброневрологии, заслуженный врач Республики Беларусь (2000), почётный академик Белорусской академии медицинских наук[301] Архивная копия от 5 августа 2016 на Wayback Machine.
- Еленко, Анна Тимофеевна (93)[значимость?] — советский и российский общественный деятель, депутат Верховного Совета РСФСР, заместитель председателя Псковского облисполкома[302].
- Курбанов, Рустам Евгеньевич (64) — советский и российский художник[303].
- Линдквист, Марита (97) — финская детская писательница[304].
- Мирзошоев, Султан Шарипович (84) — советский и таджикский партийный и общественный деятель, первый секретарь ЦК ЛКСМ Таджикистана (1960—1961), министр культуры Таджикской ССР (1979—1987), кинокритик, писатель[305].
- Перкинс, Томас (84) — американский бизнесмен, один из основателей Kleiner Perkins Caufield & Byers[306].
- Полищук, Анатолий Антонович (66) — советский и российский волейболист, серебряный призёр Летних Олимпийских игр 1976 года[307].
- Рукс, Шон (46) — американский баскетболист, выступавший в составе нескольких клубов НБА (1992—2004)[308].
- Ташлыков, Игорь Серафимович (70) — советский и белорусский физик, доктор физико-математических наук, профессор[309].
- Уразов, Дидарклыч Чарыярклычевич (39) — туркменский и казахстанский футболист, игрок сборной Туркменистана и команды «Иртыш» (Павлодар)[310].
- Шарафутдинов, Раиф Кашифович (71) — российский журналист, публицист, прозаик, переводчик, издатель, автор семи книг, заслуженный работник культуры Российской Федерации, член Союза журналистов России[311].

## 6 июня

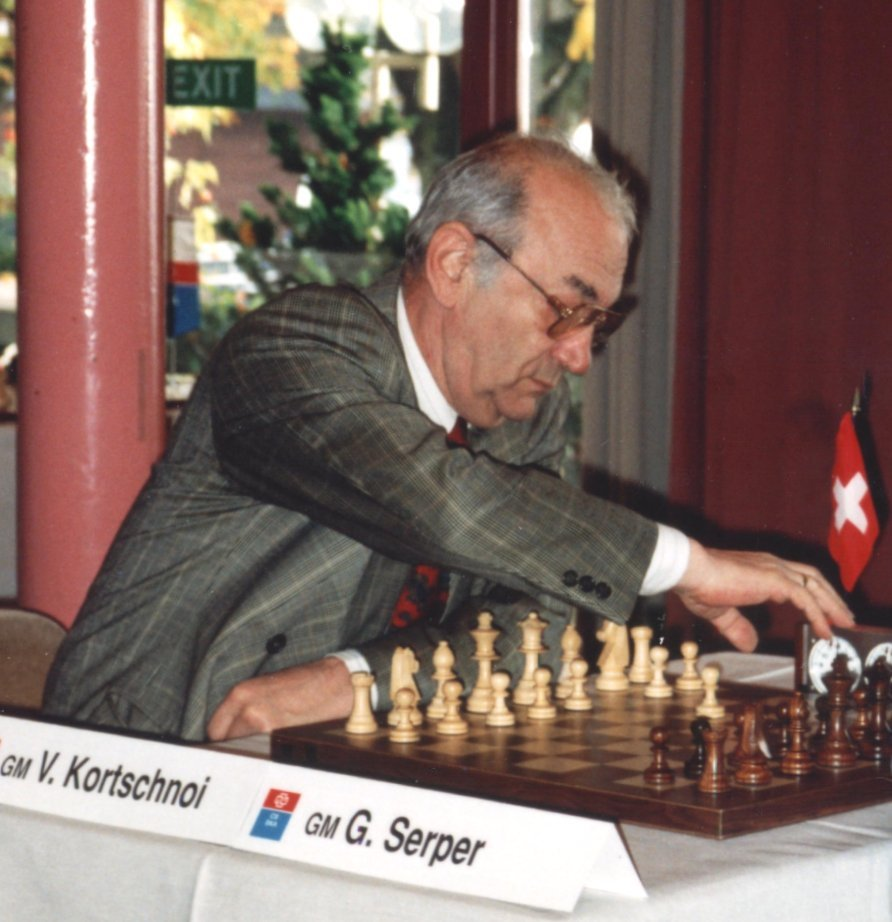
Виктор Корчной

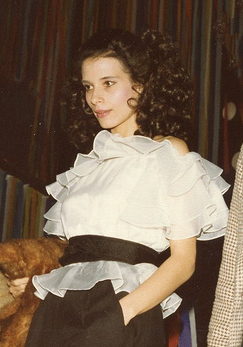
Тереза Салдана

- Варусфель, Андре (79) — французский математик[312].
- Гарсия, Элио (85) — бразильский государственный деятель, губернатор Минас-Жерайс (1984—1987, 1991—1995)[313].
- Гребельский, Петр Ефимович (88)[значимость?] — российский и американский историк, кораблестроитель, писатель, член Российского Дворянского собрания[314].
- Корчной, Виктор Львович (85) — советский и швейцарский шахматист, участник двух матчей за звание чемпиона мира по шахматам против Анатолия Карпова (1978, 1981)[315].
- Писанос, Стив (96) — американский лётчик-ac греческого происхождения[316].
- Салдана, Тереза (61) — американская актриса[317].
- Слайс, Кимбо (42) — американский боец смешанных единоборств[318].
- Сумбадо, Эктор (84) — кубинский писатель[319].
- Сурадираджа, Герман (68) — индонезийский шахматист, гроссмейстер (1978)[320].
- Тараканов, Роман Захарович (86) — советский и российский учёный-сейсмолог, доктор физико-математических наук[321].
- Тунга (64) — бразильский художник[322].
- Чжань По Линь, Тереза (72) — сингапурская актриса и писательница[323].
- Швайцер, Рольф (80) — немецкий композитор[324].
- Шеффер, Питер (90) — британский драматург и сценарист, обладатель «Золотого глобуса» и премии «Оскар» 1985 года за лучший сценарий к фильму «Амадей»[325].
- Шуклецов, Валентин Тарасович (92) — советский и российский партийный и общественный деятель, ректор Новосибирского государственного педагогического института (1967—1975), проректор Высшей партийной школы при ЦК КПСС[326].

## 5 июня

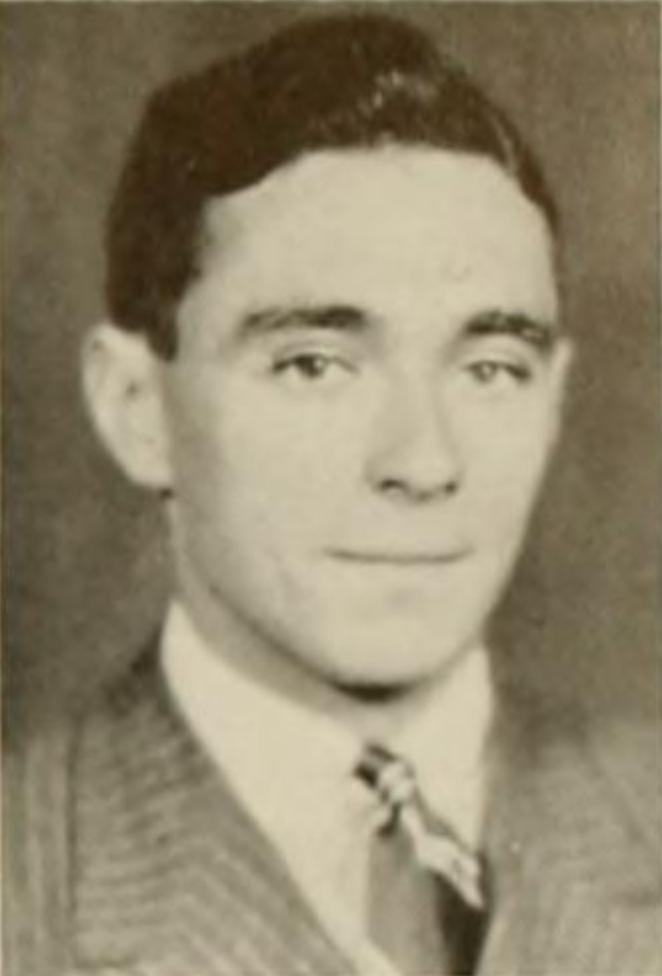
Джером Сеймур Брунер

- Брунер, Джером Сеймур (100) — американский психолог и педагог, крупнейший специалист в области исследования когнитивных процессов[327].
- Ван Дейк, Мартин (69) — нидерландский пианист и композитор[328].
- Жарков, Алексей Дмитриевич (68) — советский и российский актёр театра и кино, народный артист Российской Федерации (1994)[329].
- Зеллиот, Элинор (89) — американская писательница[330].
- Пасаринью, Жарбас (96) — бразильский государственный деятель, министр юстиции (1990—1992)[331].
- Робинсон, Седрик (76) — американский политолог[332].
- Хасанов, Карим Хасанович (88) — председатель Высшего арбитражного суда Таджикистана, заслуженный юрист Таджикской ССР[333].
- Чехоев, Аслан Иналович (50) — российский меценат и коллекционер, основатель Нового музея в Петербурге[334].

## 4 июня

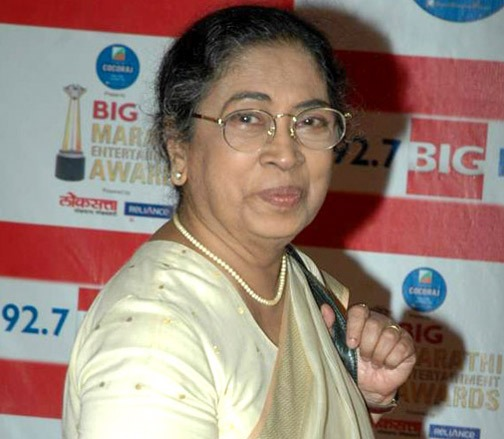
Сулабха Дешпанде

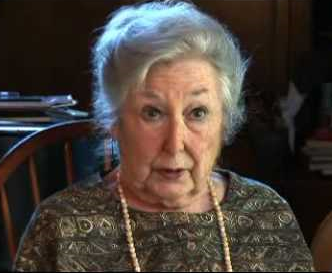
Филлис Кертин

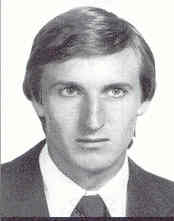
Иштван Халас

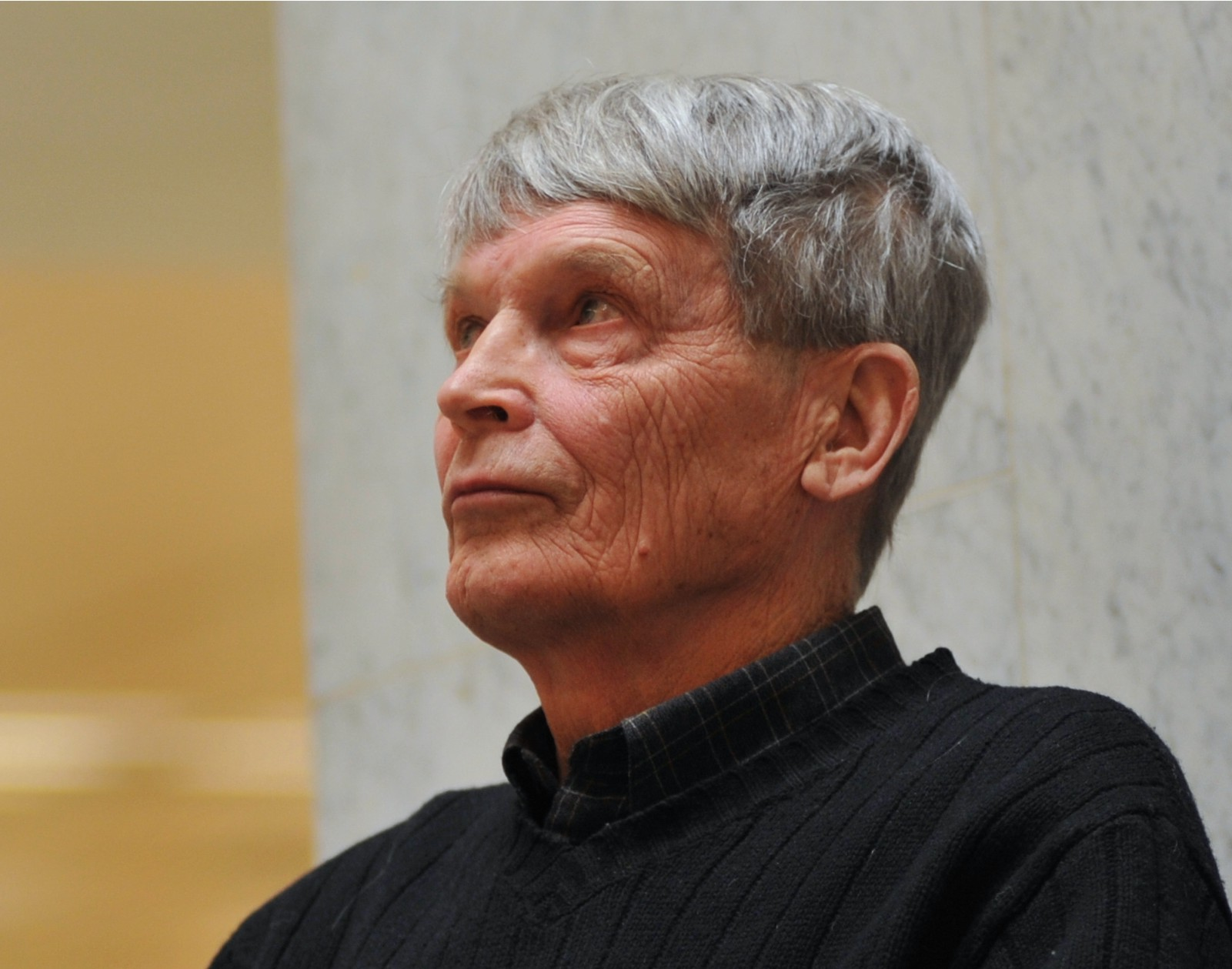
Антти Хюрю

- Глезер, Александр Давидович (82) — поэт, журналист, писатель и издатель, коллекционер[335].
- Грембла, Пьер (93) — французский режиссёр, сценарист и продюсер, участник Движения Сопротивления[336].
- Громыш, Александр Яковлевич (66) — украинский оперный певец, солист Львовского театра оперы и балета имени И. Франко, народный артист Украины (2002)[337].
- Дешпанде, Сулабха (79) — индийская актриса[338].
- Ефимов, Александр Васильевич (76) — советский и российский педагог и учёный, профессор, кандидат технических наук, ректор Уральского государственного университета путей сообщения (1990—2007)[339].
- Каслдайн, Энни (77) — британский театральный режиссёр и драматург[340].
- Кертин, Филлис (94) — американская оперная певица (сопрано)[341] Архивная копия от 5 июня 2016 на Wayback Machine.
- Кертола, Бобби (73) — канадский певец[342].
- Ледди, Пьеро (85) — итальянский художник[343].
- Линемайр, Эрих (83) — австрийский футбольный судья[344].
- Лонгмейт, Норман (90) — британский писатель и историк[345].
- Мартен, Марсель (89) — французский кинокритик и киновед. Почётный президент Международной федерации кинопрессы (ФИПРЕССИ)[346].
- Перейра, Кармен (79) — государственный деятель Гвинеи-Бисау, исполняющая обязанности президента страны (1984)[347] Архивная копия от 5 июня 2016 на Wayback Machine.
- Ричмонд, Билл (94) — американский сценарист и продюсер[348].
- Сейфуль-Мулюков, Фарид Мустафьевич (85) — советский журналист-международник, писатель, востоковед-арабист, ведущий телепрограмм Центрального телевидения, заслуженный деятель искусств России (1995)[349].
- Халас, Иштван (64) — венгерский футболист, игрок сборной команды Венгрии[350].
- Хюрю, Антти (84) — финский писатель, лауреат премии Эйно Лейно (2005)[351].
- Яппаров, Карам Халиуллович (91) — советский металлург, Герой Социалистического Труда (1971)[352].

## 3 июня

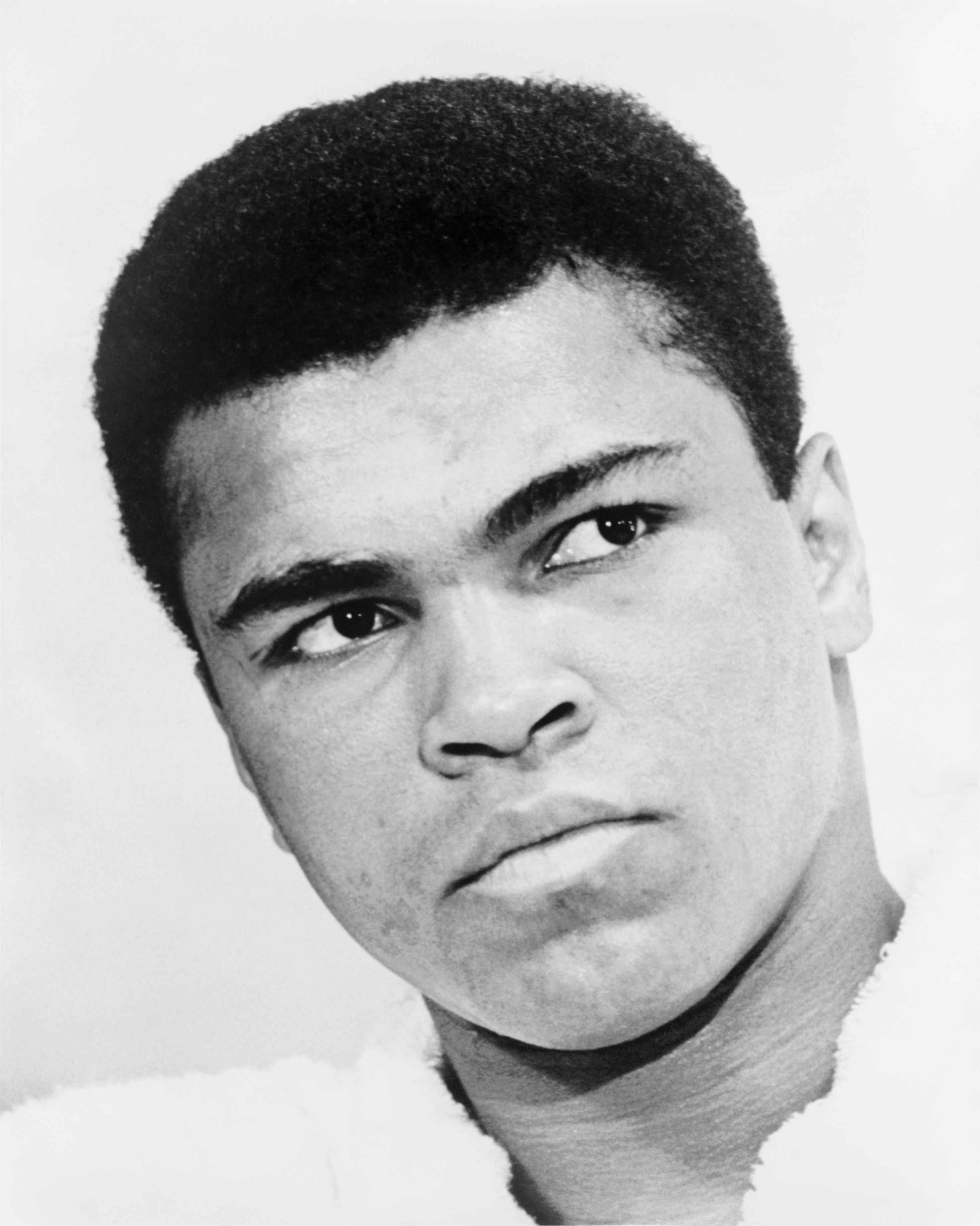
Мохаммед Али

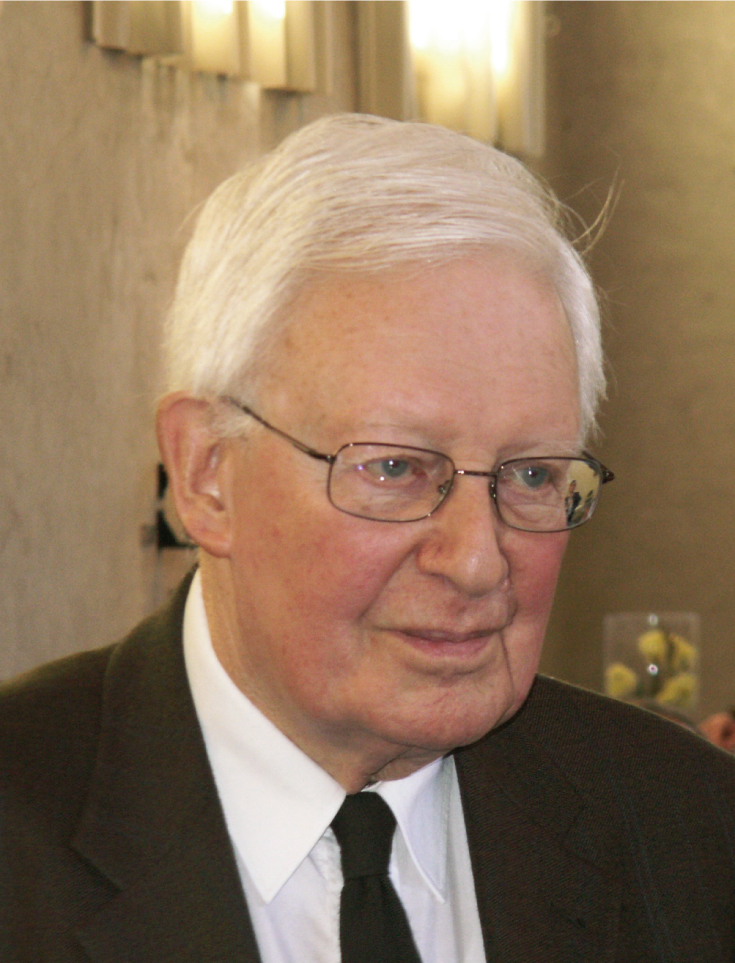
Адольф ван Брюгген

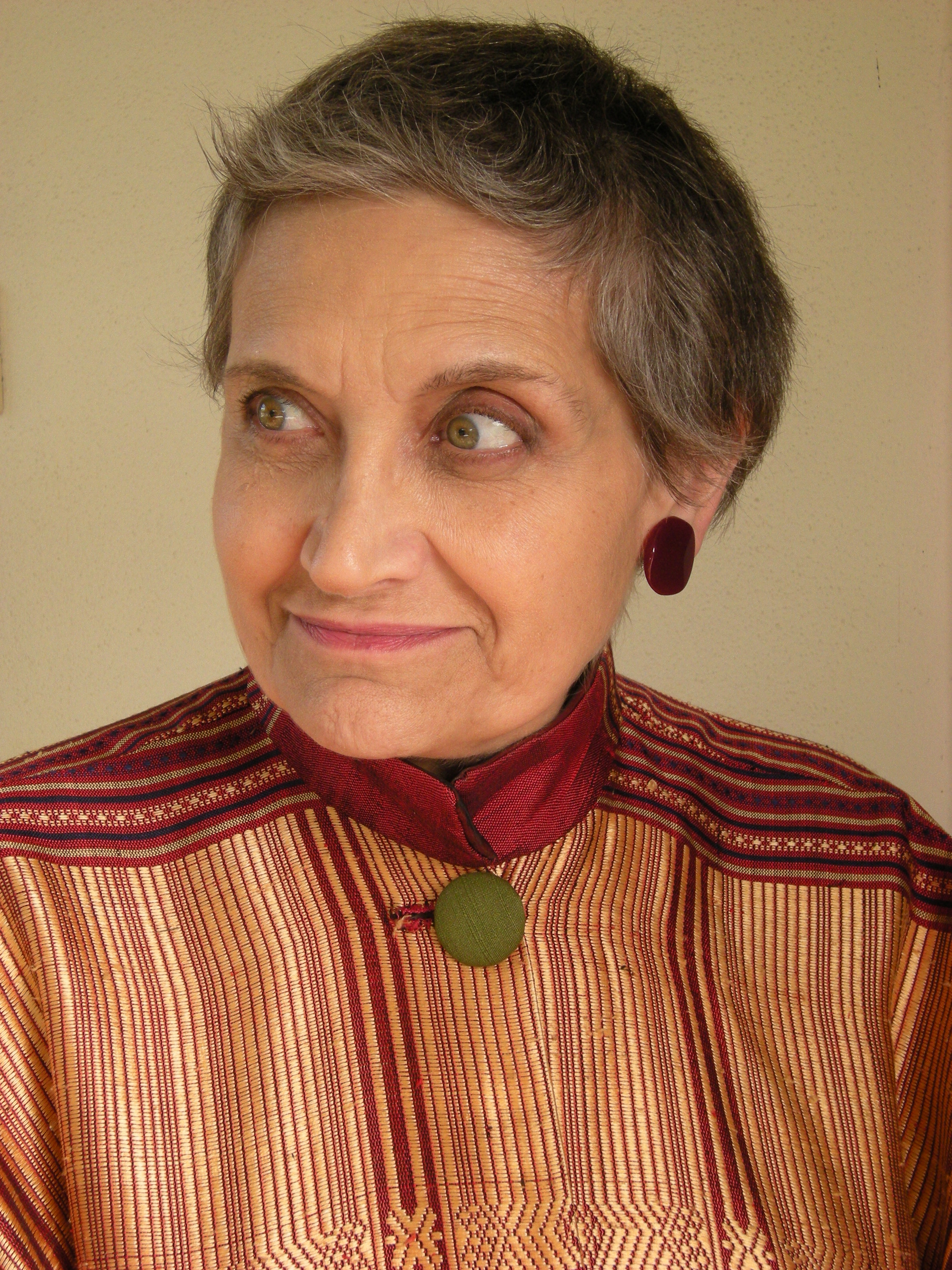
Лючия Раньи

- Агуреев, Евгений Яковлевич (65) — советский хоккеист, впоследствии судья, тренер и казахский функционер, чемпион СССР по хоккею с мячом, трехкратный чемпион СССР по хоккею на траве (1970, 1971, 1976) в составе алма-атинского «Динамо» (1977)[353].
- Аксёнов, Виктор Викторович (77) — советский и украинский тренер по тяжёлой атлетике, заслуженный тренер Украины[354].
- Али, Мохаммед (74) — американский профессиональный боксёр, чемпион Олимпийских игр (1960), чемпион мира, обладатель звания «Боксёр года»[355].
- Бараньи, Саболч (72) — венгерский теннисист[356].
- Боннстеттер, Билл Дж. (78) — американский предприниматель, исследователь, первый разработчик электронного инструмента оценки поведения при помощи модели DISC[357].
- Ван Брюгген, Адольф Корнелис (86) — нидерландский биолог[358].
- Высоцкий, Марк Владимирович (76) — советский и российский актёр Театра у Никитских ворот и кино («Линия защиты»), нейрохирург НЦ ССХ имени А. Н. Бакулева, РНЦХ имени академика Б. В. Петровского, заслуженный врач РФ[359].
- Газиорович, Стивен (88) — американский физик-теоретик[360].
- Дегаста, Фахруддин (?) — иорданский учёный, глава Иорданской королевской академии наук, член Международной исламской академии наук[361].
- Ивановский, Владимир Евгеньевич (68) — советский и российский дипломат, Чрезвычайный и Полномочный Посол Российской Федерации в Македонии (2000—2002), в Югославии, Сербии и Черногории (2002—2004), в Турции (2007—2013)[362].
- Ковальский, Павел (79) — польский футболист и тренер[363].
- Ловелл, Джоселин (65) — канадский велосипедист, чемпион Панамериканских игр (1971, 1975)[364].
- Лундин, Стен (84) — шведский мотогонщик, двукратный чемпион мира (1959, 1961)[365].
- Маршан, Леонард (82) — канадский государственный деятель, министр окружающей среды (1977—1979)[366].
- Мишель, Жозеф (90) — бельгийский государственный деятель, спикер Палаты представителей (1980—1981), министр внутренних дел (1974—1977, 1986—1988)[367].
- Раньи, Лючия (65) — итальянская актриса театра, кино и телевидения[368].
- Роман, Аурелия Ивановна (83) — советский и молдавский художник-постановщик и художник по костюмам кино, художник киностудии «Молдова-фильм», вдова кинохудожника Станислава Булгакова[369].
- Салом, Луис (24) — испанский мотогонщик; несчастный случай во время свободной практики[370].
- Суорбрик, Дейв (75) — британский музыкант, скрипач фолк-рокового коллектива Fairport Convention[371].
- Чепкин, Виктор Михайлович (82) — советский и российский конструктор авиационных двигателей, генеральный конструктор и генеральный директор НПО «Сатурн» им. А. М. Люльки (1984—2001), лауреат Ленинской премии[372].

## 2 июня

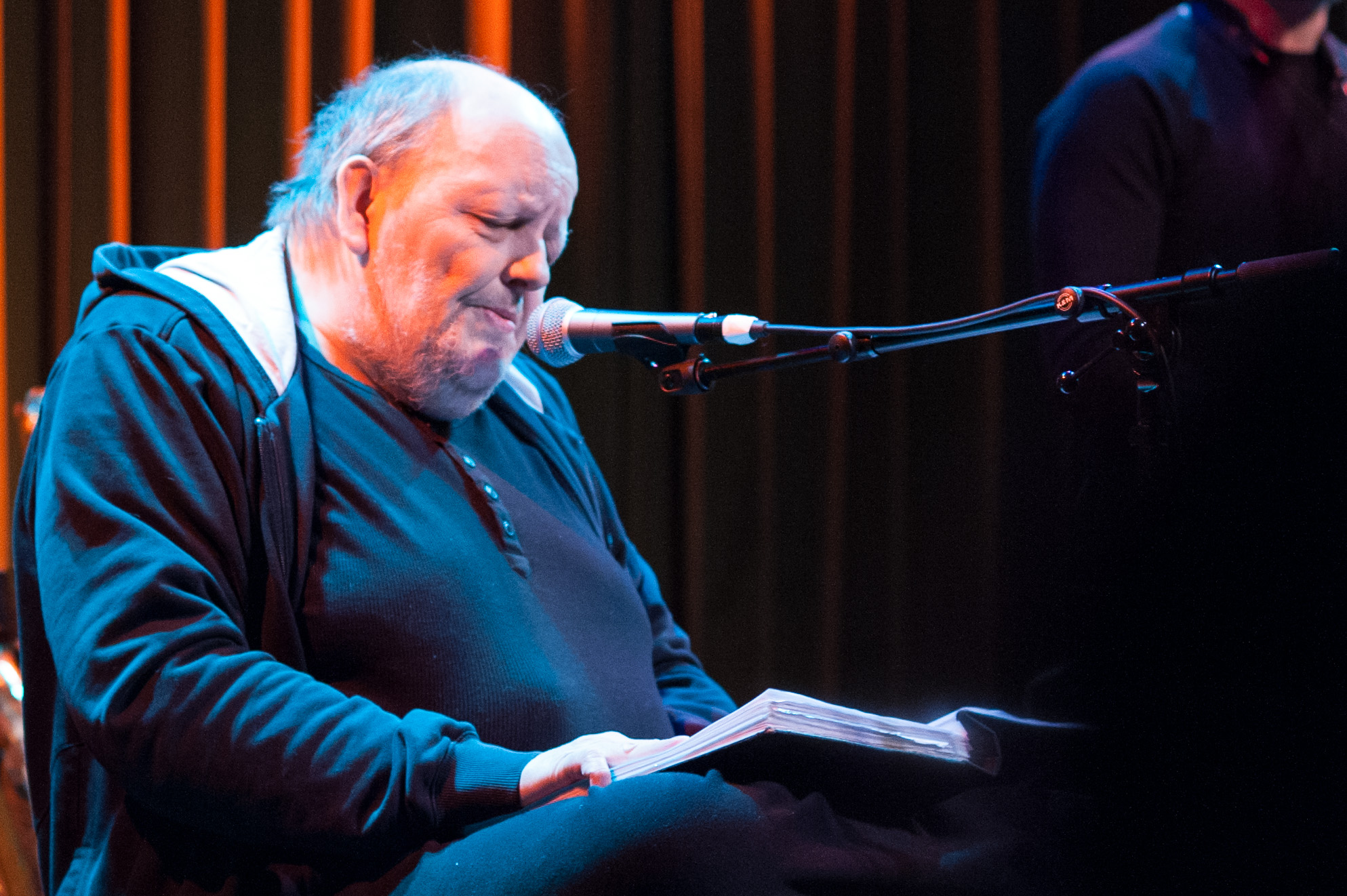
Фредди Вадлинг

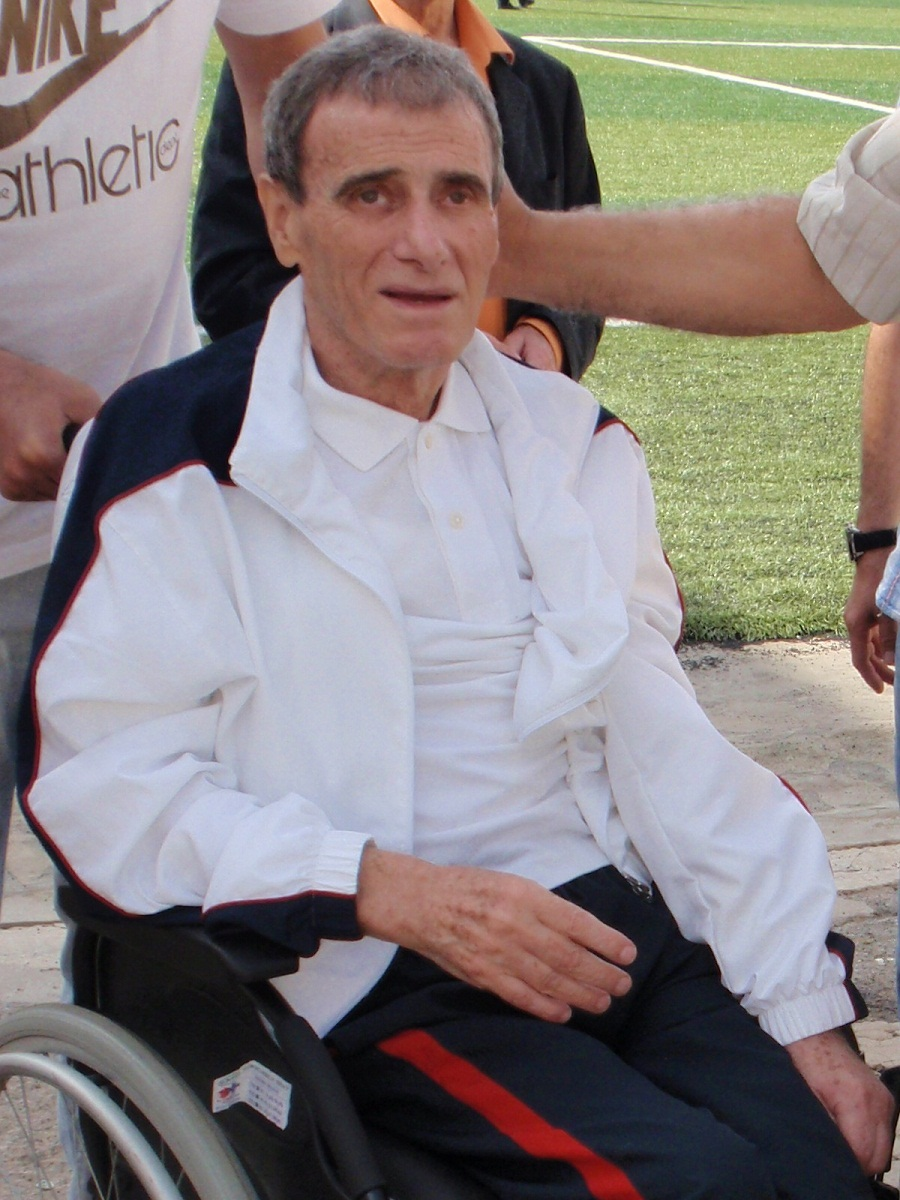
Абдурахман Мезиани

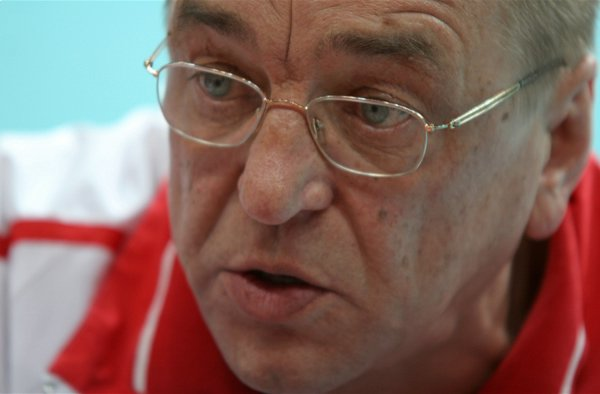
Анджей Немчик

- Биманн, Клаус (89) — американский биохимик, лауреат медали Бенджамина Франклина (2007)[373].
- Бобров, Владимир Леонидович (59) — российский актёр театра и кино («Когда наступит день», «Детективы», «След», «Москва. Три вокзала»)[374].
- Вадлинг, Фредди (64) — шведский певец[375].
- Вдовин, Николай Филиппович (74) — советский и российский архитектор, заслуженный архитектор Российской Федерации (2013), главный архитектор Алтайского края (1985—2002)[376].
- Гавло, Вениамин Константинович (79) — советский и российский учёный-криминалист, профессор, доктор юридических наук, заслуженный юрист РФ (1994), заслуженный деятель науки РФ (2006), заведующий кафедрой уголовного процесса и криминалистики Алтайского государственного университета[377].
- Галими, Фульвио (89) — аргентинский фехтовальщик чемпион Панамериканских игр (1955)[378].
- Каймаразов, Айдимир Каймаразович (66) — советский и российский дагестанский поэт и журналист[379].
- Киббл, Томас (83) — английский физик, член Лондонского королевского общества[380].
- Киньябулатов, Ирек Лутфиевич (77) — советский и российский башкирский писатель и поэт[381].
- Лемешко, Евгений Филиппович (85) — советский и украинский футболист (вратарь) и тренер, заслуженный тренер УССР[382].
- Мезиани, Абдурахман (74) — алжирский футболист, чемпион Алжира (1962—1963)[383]
- Немчик, Анджей (72) — польский волейбольный тренер, приведший женскую сборную Польши по волейболу к званию чемпионов Европы (2003, 2005)[384].
- Николсон, Дэн Генри (82) — американский ботаник[385].
- Пайл, Уиллис (102) — американский аниматор («Бэмби», «Пиноккио» и др.)[386] Архивная копия от 9 января 2020 на Wayback Machine.
- Пейганович, Александр Иванович (73) — советский, российский и белорусский организатор производства, генеральный директор сети нефтепроводов «Дружба», почётный гражданин Брянской области[387].
- Теляшев, Гумер Гарифович (84) — советский и российский учёный в области технологии нефтепереработки, Герой Социалистического Труда[388].
- Чон Чжин (74) — южнокорейский актёр театра и кино; рак[389].

## 1 июня

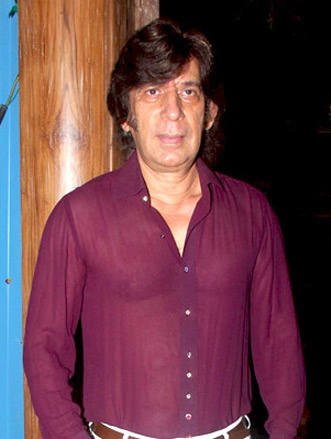
Разак Хан

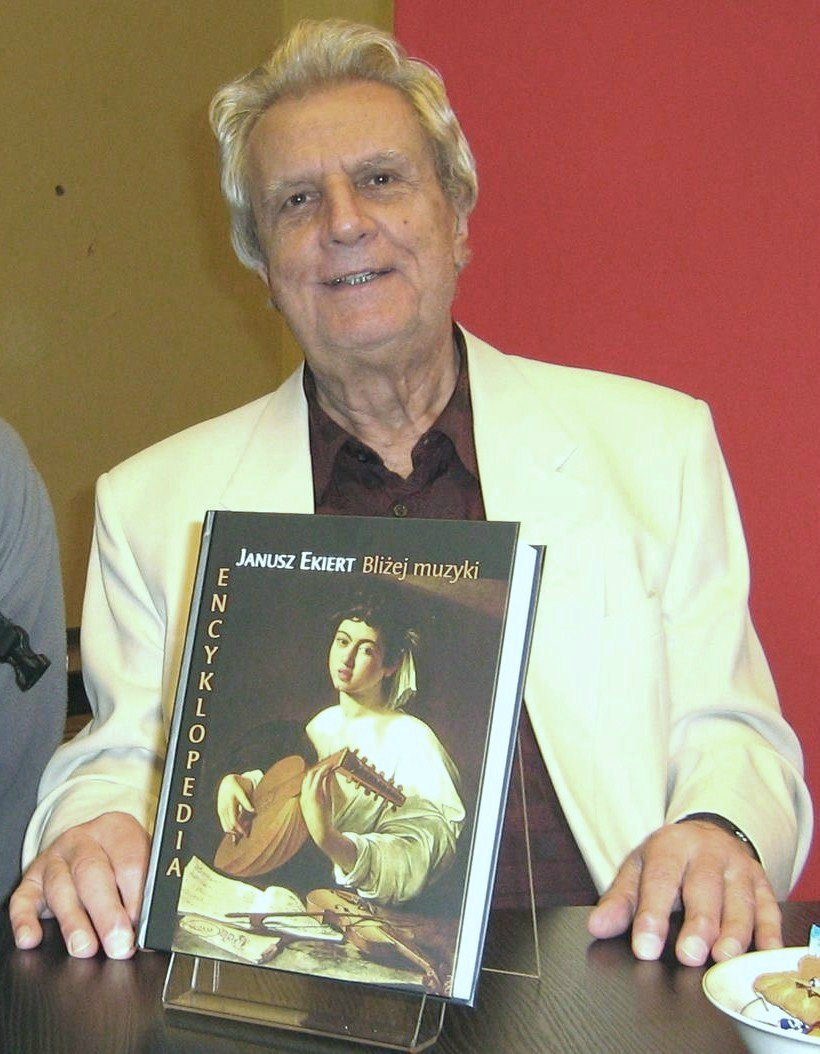
Януш Экерт

- Ван Жуй (85) — тайваньский актёр, многократный призёр Golden Bell[390]
- Дашичев, Вячеслав Иванович (91) — российский историк и политолог, главный научный сотрудник Центра внешней политики России[391].
- Коварский, Анатолий Миронович (97) — американский художник-карикатурист[392].
- Колетто, Агостино (88) — итальянский велогонщик, двукратный победитель гонки Милан — Турин (1954, 1958)[393].
- Обрежа, Григоре (48) — румынский гребец-каноист, бронзовый призёр летних Олимпийских игр в Атланте (1996)[394].
- Тур, Андрей Николаевич (62) — белорусский экономист, доктор экономических наук, профессор, заместитель министра экономики Белоруссии (1995—2011)[395].
- Фуэнтес, Андре (40) — американский танцовщик и хореограф[396].
- Хан, Разак (62) — индийский актёр («Однажды в Индии» и др.)[397].
- Экерт, Януш (85) — польский музыковед, исследователь творчества Фредерика Шопена[398].
- Энрико, Роджер (71) — американский бизнесмен, президент компании PepsiCo (1996—2001)[399].